# Liên Xô giải thể
| - 1. Armenia - 2. Azerbaijan - 3. Belarus - 4. Estonia |  | - 5. Gruzia - 6. Kazakhstan - 7. Kyrgyzstan - 8. Latvia |  | - 9. Litva - 10. Moldova - 11. Nga - 12. Tajikistan |  | - 13. Turkmenistan - 14. Ukraina - 15. Uzbekistan |

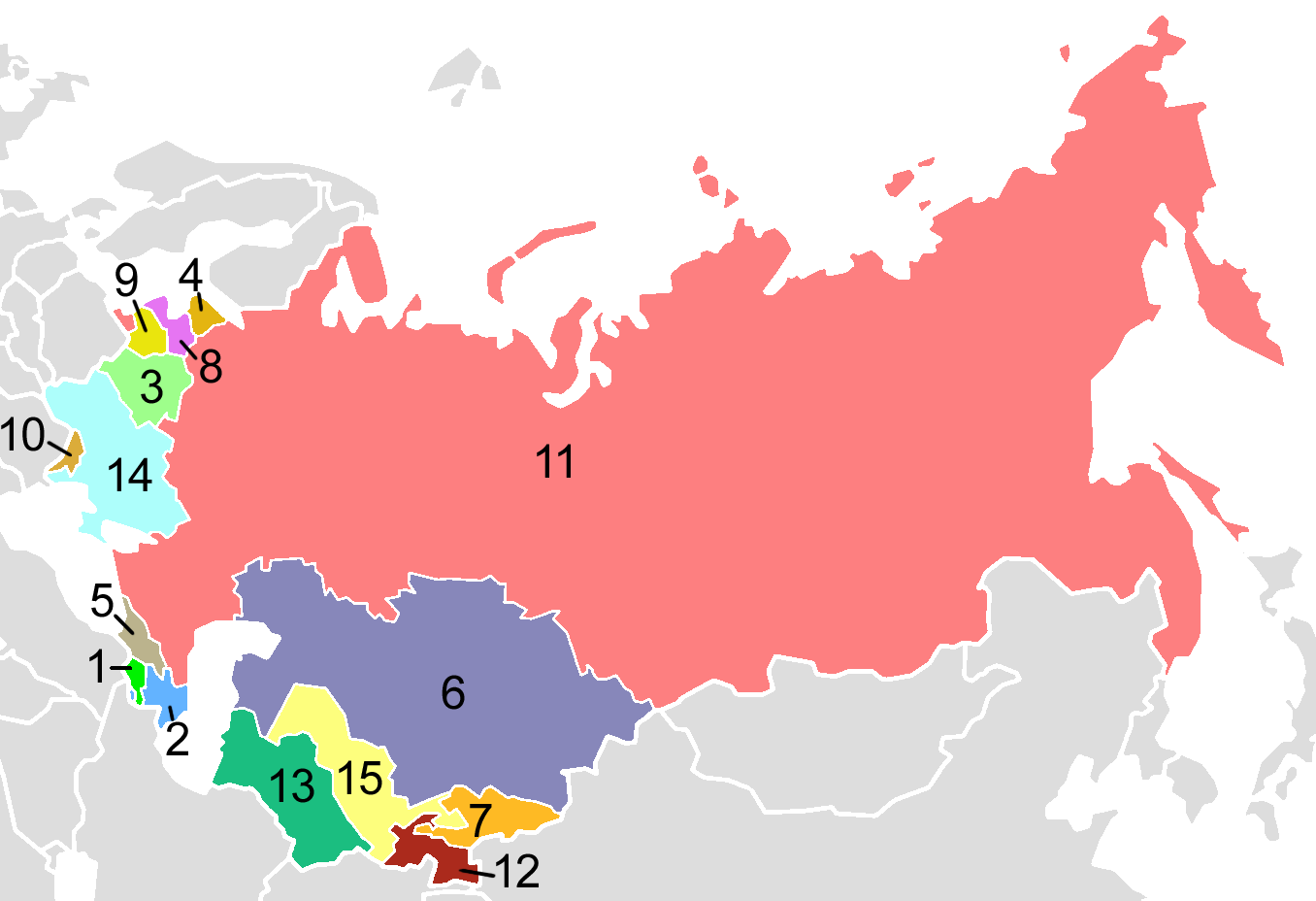
Các quốc gia hậu Xô viết (Thứ tự abc)

Sự giải thể của Liên bang Xô viết hay Liên Xô tan rã (tiếng Nga: распад СССР hoặc распад Советского Союза) là quá trình tan rã nội bộ của Liên bang Xô viết bắt đầu trong những năm đầu của thập niên 1980 với sự gia tăng tình trạng bất ổn trong các quốc gia cộng hòa thành viên và kết thúc vào ngày 26 tháng 12 năm 1991, khi nhà nước Liên Xô chính thức kết thúc sự tồn tại bởi quyết định của Hội đồng tối cao Xô viết sau Hòa ước Belavezha. Tuyên bố số 142-H bởi Hội đồng Xô viết tối cao dẫn tới việc những nước cộng hòa thành viên hoàn toàn độc lập, đánh dấu sự giải thể của Liên Xô. Tuyên bố đã thừa nhận quyền độc lập của các quốc gia cộng hòa cựu Xô viết và tạo ra Cộng đồng các quốc gia độc lập. Tổng thống Liên Xô Mikhail Gorbachev, lãnh đạo thứ 8 và cuối cùng của Liên Xô đã từ chức và tuyên bố chức vụ của ông không còn được kế nhiệm nữa, sau đó bàn giao vali chứa Mật mã kích hoạt tên lửa hạt nhân chiến lược tới Tổng thống đầu tiên của Nga Boris Yeltsin. Vào lúc 7:32 tối ngày 25 tháng 12, quốc kỳ Liên Xô được hạ xuống từ nóc điện Kremlin và thay thế bởi quốc kỳ Nga, lá cờ được dùng từ đế quốc Nga trước cách mạng 1917.
Trước đó, từ tháng 8 tới tháng 10, tất cả các nước cộng hòa, bao gồm bản thân Nga đã ly khai khỏi Liên Xô hoặc ít nhất là tuyên bố bãi ước Hiệp ước thành lập Liên bang Xô viết. Một tuần trước khi chính thức giải thể, 11 nước cộng hòa đã kí Nghị định thư Alma-Ata chính thức thành lập CIS và tuyên bố rằng Liên Xô đã chấm dứt sự tồn tại. Cách mạng 1989 và sự giải thể của Liên Xô cũng đánh dấu sự kết thúc của Chiến tranh Lạnh với phần thắng thuộc về các quốc gia phương Tây theo chủ nghĩa tư bản do Hoa Kỳ dẫn đầu.
Một số cựu quốc gia cộng hòa Xô viết vẫn giữ quan hệ gần gũi với Nga và đã thành lập những tổ chức đa phương như CIS, Cộng đồng kinh tế Á Âu, Liên bang quốc gia (Union State), Eurasian Customs Union và Eurasian Economic Union để nâng cao kinh tế và hợp tác an ninh. Còn những quốc gia cộng hòa Xô viết ở vùng Baltic đã gia nhập Liên minh châu Âu và NATO.

## Năm 1985

### Xô viết Trung ương - Vị Tổng Bí thư mới

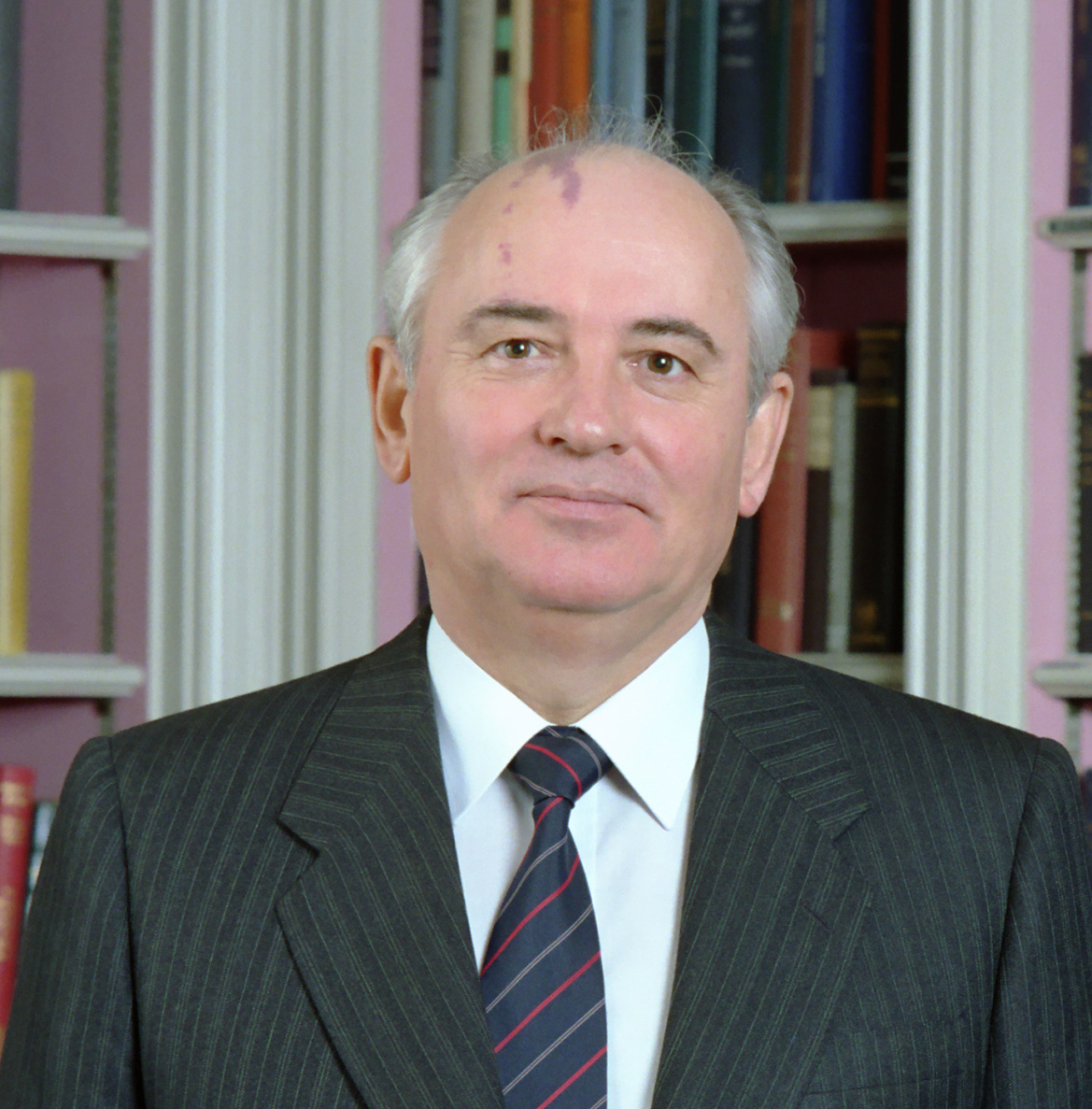
Mikhail Gorbachev năm 1987

Mikhail Sergeyevich Gorbachyov được Bộ Chính trị bầu làm Tổng Bí thư vào ngày 11 tháng 3 năm 1985, chỉ 3 giờ sau khi Konstantin Ustinovich Chernenko qua đời. Ở tuổi 54, ông là thành viên trẻ nhất của Bộ Chính trị. Mục tiêu chính của Gorbachev là vực dậy nền kinh tế của Liên Xô sau thời kì trì trệ kéo dài do Leonid Ilyich Brezhnev để lại. Gorbachev sớm nhận ra rằng công việc vực dậy nền kinh tế Liên Xô sẽ là gần như không thể khả thi nếu không thực hiện cải cách hệ thống chính trị và xã hội của quốc gia Cộng sản. Những cải cách bắt đầu từ sự thay đổi nhân sự. Vào ngày 23 tháng 4 năm 1985, Gorbachev đưa 2 nhân vật thân tín của ông trở thành ủy viên đầy đủ của Bộ Chính trị là Yegor Ligachev và Nikolai Ryzhkov, và để tăng cường quyền lực ông thăng chức giám đốc cơ quan an ninh tình báo KGB Viktor Chebrikov từ ứng cử viên trở thành ủy viên đầy đủ trong Bộ Chính trị, và bổ nhiệm Bộ trưởng Quốc phòng Sergei Sokolov thành viên ứng cử viên ủy viên Bộ Chính trị. Nikonov đã được đưa vào Ban Bí thư Đảng Cộng sản Liên Xô
Từ năm 1989 trở đi, sự thay đổi theo hướng tự do hóa dẫn đến sự bùng phát của phong trào dân tộc chủ nghĩa và xung đột sắc tộc trong các nước cộng hòa khác nhau của Liên Xô vốn đã âm ỉ từ lâu.. Cuộc cách mạng năm 1989 để lật đổ chế độ Cộng sản mà Liên Xô áp đặt lên các nước thuộc Hiệp ước Warszawa (chủ yếu xảy ra trong hòa bình trừ cuộc cách mạng ở Romania) làm gia tăng áp lực lên Gorbachev phải cải cách dân chủ, tự do hóa chính trị (Glasnost/Perestroika) rộng rãi hơn nữa và nới lỏng quyền tự chủ cho các nước cộng hòa thành viên Liên bang Xô Viết. Dưới sự chủ trì của Gorbachev, Đảng Cộng sản Liên Xô vào năm 1989 đã thực hiện các cuộc bầu cử cạnh tranh quy mô hạn chế trong một cơ quan lập pháp trung ương mới, Đại hội đại biểu nhân dân, dù lệnh cấm các đảng phái chính trị hoạt động đến năm 1990 mới được dỡ bỏ tại quốc gia cộng sản đơn đảng này. Một cuộc trưng cầu ngày 17 tháng 3 năm 1991 cho thấy 76,4% công dân Liên Xô bỏ phiếu để giữ lại liên bang. Tuy nhiên có tới 6 nước cộng hòa thành viên là Estonia, Latvia, Litva, Moldavia, Gruzia và Armenia không tham gia cuộc trưng cầu dân ý này.
Tháng 5 năm 1985 tại thành phố Leningrad, Gorbachev đã đọc một bài phát biểu ủng hộ việc tiến hành một cuộc cải cách rộng rãi. Một trong những cải cách đầu tiên Gorbachev đưa ra là chiến dịch ngăn ngừa sản xuất tiêu dùng rượu, bắt đầu tháng 5 năm 1985, do tình trạng nghiện rượu ngày càng phổ biến ở Liên Xô. Giá vodka, rượu vang, bia đã được tăng lên, và doanh số bán hàng bị hạn chế. Đây là một đòn đánh nghiêm trọng vào ngân sách nhà nước, mất khoảng 100 tỷ rúp (theo chính trị gia Alexander Yakovlev), và sản xuất rượu chuyển sang thị trường chợ đen. Mục đích của những cải cách này là để chống đỡ cho nền kinh tế kế hoạch hóa tập trung (Planned economy), không giống như những cải cách mang tính thị trường định hướng chủ nghĩa xã hội sau đó.
Vào ngày 1 tháng 7 năm 1985, Gorbachev thăng chức Eduard Shevardnadze, Bí thư thứ nhất của Đảng Cộng sản Gruzia, lên làm Ủy viên chính thức của Bộ Chính trị, và ngày hôm sau bổ nhiệm Shevardnadze làm Bộ trưởng Bộ Ngoại giao thay thế Andrei Gromyko. Cũng trong ngày 1 tháng 7 năm 1985, Gorbachev đã nắm lấy cơ hội để xử lý đối thủ chính của mình, bằng cách loại bỏ Grigory Romanov khỏi ghế Ủy viên Bộ Chính trị, và đưa Boris Yeltsin và Lev Zaikov vào Ban Bí thư Đảng Cộng sản Liên Xô.
Vào mùa thu năm đó Gorbachev tiếp tục chương trình đưa những người trẻ tuổi và năng động hơn vào chính phủ. Ngày 27 tháng 9 năm 1985, Nikolai Ryzhkov thay thế Nikolai Tikhonov 79 tuổi trở thành Chủ tịch Hội đồng Bộ trưởng. Ngày 14 tháng 10 năm 1985, Nikolai Talyzin thay thế Nikolai Baibakov trở thành Chủ tịch Ủy ban Kế hoạch Nhà nước (GOSPLAN). Tại cuộc họp Ủy ban Trung ương Đảng Cộng sản Liên Xô tiếp theo vào ngày 15 tháng 10 năm 1985 Tikhonov đã rời khỏi Bộ Chính trị và Nikolai Talyzin trở thành Ủy viên dự khuyết.
Cuối cùng vào ngày 23 Tháng 12 năm 1985, Gorbachev bổ nhiệm Boris Yeltsin làm Bí thư thứ nhất Thành ủy Moscow, thay thế Viktor Grishin.

## Năm 1986

### Xô viết Trung ương - dấu hiệu tan băng
Năm 1986, Gorbachev tiếp tục gây sức ép và tập trung mở rộng tự do hóa dân chủ. Ngày 23 tháng 12 năm 1986, Andrei Sakharov người bất đồng chính kiến nổi tiếng nhất đã được thả về Moskva sau gần 7 năm lưu đày khi Gorbachev đích thân gọi cho ông để thông báo về lệnh đặc xá.

### Các nước vùng Baltic
Các nước vùng Baltic (bị sáp nhập vào Liên Bang Xô Viết từ năm 1940) đã tuyên bố đòi trả lại độc lập chủ quyền đã có trước đó của họ. Bắt đầu từ Estonia tháng 11 năm 1988 khi cơ quan lập pháp Estonia thông qua luật chống sự kiểm soát của chính quyền trung ương. Ngày 11 tháng 3 năm 1990, Litva là nước đầu tiên trong các nước Baltic tuyên bố khôi phục độc lập của họ, trên cơ sở nhà nước kế tục.

### Latvia- Helsinki-86 và các cuộc biểu tình đầu tiên

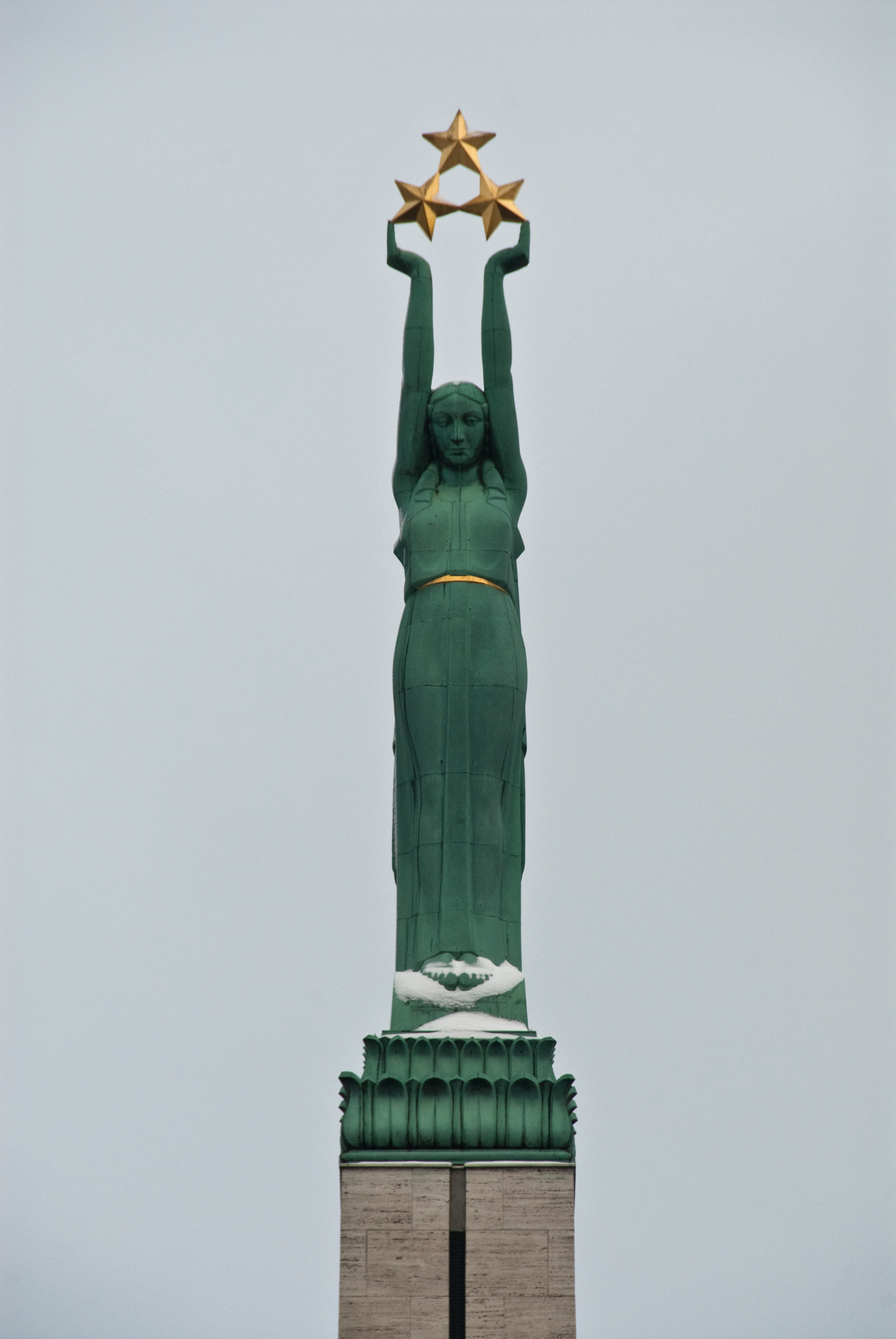
Đài tưởng niệm tự do Riga, nơi tập hợp của các cuộc biểu tình đòi độc lập.

Nhóm vận động nhân quyền Helsinki-86(tiếng Latvia: Cilvēktiesību aizstāvības grupa) được thành lập vào tháng 7 năm 1986 tại thành phố cảng của Latvia Liepāja bởi ba công nhân: Linards Grantiņš, Raimonds Bitenieks, và Mārtiņš Bariss. Tên của tổ chức được lấy theo hiệp định Helsinki và năm mà tổ chức được thành lập. Helsinki-86 là tổ chức công khai chống Cộng sản đầu tiên ở Liên Xô, và tổ chức đầu tiên công khai chống đối mô hình chế độ Xô Viết của Liên Bang Xô Viết. Tổ chức đã tạo ra 1 mô hình cho phong trào ủng hộ độc lập của dân tộc thiểu số khác.
Tại Riga, Latvia, ngày 26 tháng 12 năm 1986, vào buổi sáng sớm sau một buổi hòa nhạc rock, khoảng 300 thanh niên thuộc tầng lớp lao động tập trung tại quảng trường nhà thờ Riga và đổ ra đại lộ Lenin về phía Đài tưởng niệm Tự Do cùng với những tiếng hò hét: "Cút đi Liên Xô! Trả tự do cho Latvia!". Lực lượng an ninh chạm trán với người biểu tình, và một số xe cảnh sát bị lật úp.

### Các nước cộng hòa Trung Á
Năm 1986, các cuộc bạo loạn "Jeltoqsan" Alma- Ata, Kazakhstan nổ ra xuất phát từ việc Gorbachev bãi nhiệm Bí thư thứ nhất Đảng Cộng sản Kazakhstan Dinmukhamed Konayev (người thuộc dân tộc Kazakh) và bổ nhiệm người kế vị là Gennady Kolbin, 1 người ngoài cuộc từ Cộng hòa Xã hội chủ nghĩa Xô viết Liên bang Nga. Các cuộc biểu tình bắt đầu vào sáng ngày 17 tháng 12 năm 1986, ban đầu có khoảng 200-300 sinh viên tụ tập trước tòa nhà Ủy ban Trung ương tại quảng trường Brezhnev để phản đối quyết định của Đảng Cộng sản Liên Xô thay thế Kunayev bởi Kolbin. Số lượng biểu tình tăng lên khoảng 1000-5000 sinh viên, đến từ các trường đại học và viện nghiên cứu tham gia vào đám đông trên quảng trường Brezhnev. Phản ứng lại phong trào biểu tình, Ủy ban Trung ương CPK yêu cầu lực lượng quân đội từ Bộ Nội vụ, druzhiniki (quân tình nguyện), học viên sĩ quan, cảnh sát, và KGB lập hàng rào ở quảng trường và quay video những người tham gia. Tình hình leo thang vào khoảng 5 giờ chiều, khi quân đội được lệnh giải tán những người biểu tình. Cuộc đụng độ giữa lực lượng an ninh và những người biểu tình tiếp tục suốt đêm tại quảng trường và ở các nơi khác nhau ở Almaty.
Ngày thứ hai, các cuộc biểu tình biến thành bạo động dân sự với các cuộc đụng độ trên đường phố, tại các trường đại học, các khu ngoại ô giữa quân đội, druzhiniki (quân tình nguyện), các đơn vị dân quân tự vệ với sinh viên Kazakhstan. Nó trở thành một cuộc đối đầu trên quy mô lớn. Các cuộc đụng độ chỉ có thể được kiểm soát vào ngày thứ ba. Theo sau sự kiện Almaty, tiếp tục nổ ra các cuộc biểu tình nhỏ hơn và các cuộc biểu tình tại Shymkent, Pavlodar, Karaganda và Taldykorgan.
Theo báo cáo của chính quyền Kazakhstan SSR ước tính rằng các cuộc bạo loạn đã thu hút 3000 người. Các ước tính khác cũng cho biết có khoảng 30.000 đến 40.000 người tham gia biểu tình với 5.000 người bị bắt và bị bỏ tù và một số thương vong không rõ. Lãnh đạo Jeltoqsan nói rằng hơn 6000 người đã tham gia biểu tình. 
Theo chính phủ Cộng hòa Xô viết Kazakhstan, có 2 trường hợp tử vong trong các cuộc bạo loạn, trong đó có 1 nhân viên cảnh sát tình nguyện và 1 sinh viên. Cả hai đều đã chết vì cú đánh vào đầu. 
Khoảng 100 người khác đã bị bắt giữ và một số người khác bị kết án trong các trại lao động. Nguồn được trích dẫn bởi Thư viện Quốc hội cho rằng ít nhất 200 người đã thiệt mạng hoặc bị hành quyết ngay sau đó. Một số thống kê khác ước tính thiệt mạng hơn 1000. Nhà văn Mukhtar Shakhanov nói rằng một sĩ quan KGB làm chứng rằng 168 người biểu tình đã thiệt mạng, nhưng con số này vẫn chưa được xác nhận cũng như hầu hết các tài liệu về Jeltoksan lưu trữ ở Moscow.

## Năm 1987

### Xô Viết Trung ương - Chế độ dân chủ đơn đảng
Từ ngày 28 đến 30 tháng 1 năm 1987 Tại phiên họp của Ủy ban Trung ương, Mikhail Gorbachev đề nghị một chính sách mới về 'dân chủ' trong xã hội Liên Xô. Cụ thể ông cho rằng cuộc bầu cử Đảng Cộng sản trong tương lai nên cung cấp sự lựa chọn giữa nhiều ứng cử viên dưới hình thức bỏ phiếu kín, tuy nhiên các đại biểu Cộng sản Liên Xô tại Hội nghị đã từ chối đề nghị của Gorbachev và hướng đi dân chủ trong nội bộ Đảng Cộng sản không bao giờ được thực hiện. Ngoài ra Gorbachev dần dần mở rộng phạm vi của Glasnost, và tuyên bố không có vấn đề gì bị giới hạn không được bàn thảo trên truyền thông, mặc dù vậy tầng lớp trí thức vẫn rất thận trọng và họ mất gần một năm để bắt đầu hưởng ứng những lời vận động của Gorbachev. Lần đầu tiên, các nhà lãnh đạo Đảng Cộng sản, phát biểu tại phiên họp toàn thể của Ủy ban Trung ương, kêu gọi hỗ trợ của nhân dân để đổi lấy việc mở rộng các quyền tự do.
Ngày 7 tháng 2 năm 1987 hàng chục tù nhân chính trị được trả tự do, họ là những người thuộc nhóm đầu tiên được phóng thích, từ khi Khrushchev lên nắm quyền trong thập niên 1950. Ngày 6 tháng 5 năm 1987 Pamyat, một nhóm Dân tộc chủ nghĩa Nga, đã tổ chức một cuộc biểu tình tại Moscow. Nhà chức trách đã không giải tán cuộc biểu tình, mà còn ngăn chặn xe cộ cho phép những người biểu tình đi qua, khi họ tuần hành đến một cuộc gặp gỡ với Boris Yeltsin, người đứng đầu chi bộ Đảng Cộng sản ở Moskva, và là một trong những đồng minh gần gũi nhất của Gorbachev trong Bộ Chính trị tại thời điểm đó. Ngày 25 tháng 7 năm 1987 một nhóm 300 người Tatar Krym, nhằm kêu gọi quyền được trở về quê hương Krym nơi họ bị trục xuất năm 1944, đã tổ chức một cuộc biểu tình trong vài giờ gần bức tường Kremli, cảnh sát và binh lính chỉ đứng nhìn vì không có lệnh giải tán biểu tình.
Ngày 10 tháng 9 năm 1987, sau khi Yegor Ligachev, một nhân vật theo đường lối cứng rắn trong Bộ Chính trị, cho phép hai cuộc biểu tình trên đường phố Moskva, Boris Yeltsin đã viết đơn từ chức trong khi Gorbachev đang đi nghỉ trên Biển Đen. Khi Gorbachev nhận được bức thư ông đã choáng váng - không ai trong lịch sử Liên Xô đã tự nguyện rút lui khỏi hàng ngũ của Bộ Chính trị. Vào ngày 27 Tháng 10 năm 1987 trong phiên họp toàn thể của Ủy ban Trung ương Cộng sản Liên Xô, Yeltsin thất vọng vì Gorbachev đã không giải quyết bất kỳ vấn đề được nêu trong lá thư từ chức của ông yêu cầu trình bày. Ông bày tỏ sự bất mãn của mình với tốc độ cải cách chậm chạp trong xã hội và phe đối lập với ông từ Ligachev làm cho vị trí của mình không đứng vững, trước khi yêu cầu được từ chức từ Bộ Chính trị. Bên cạnh thực tế là không ai đã từng rút khỏi Bộ Chính trị, không ai trong đảng đã từng có sự táo bạo để nói chuyện với một lãnh đạo của đảng theo cách như vậy trước mặt Ủy ban Trung ương kể từ Leon Trotsky trong những năm 1920. Đáp trả, Gorbachev cáo buộc Yeltsin là "non nớt về chính trị" và "hoàn toàn không có trách nhiệm". Không ai trong Ủy ban Trung ương ủng hộ Yeltsin.
Chỉ trong vài ngày tin tức về hành động không chịu phục tùng của Yeltsin bị rò rỉ và tin đồn về "diễn văn bí mật" của ông tại Trung ương lan rộng ra khắp Moskva. Ngay sau đó các phiên bản giả tạo về bài diễn văn được loan truyền. Đây là sự khởi đầu về việc tái xây dựng hình ảnh của Yeltsin là một kẻ nổi loạn, làm tiếng tăm ông tiếp tục tăng lên như một nhân vật chống đối. Bốn năm tiếp theo của cuộc đấu tranh chính trị giữa Yeltsin và Gorbachev là một trong những nhân tố chính dẫn đến sự sụp đổ của Liên Xô. Ngày 11 tháng 11 năm 1987 Yeltsin đã bị miễn nhiệm vị trí Bí thư thứ nhất của Đảng Cộng sản Moskva.

### Vùng Baltic – cuộc biểu tình đòi độc lập
Ngày 23 tháng 8 năm 1987, nhân dịp kỷ niệm 48 năm ngày ký Hiệp ước Xô-Đức giữa Adolf Hitler và Joseph Stalin, giao ba nước Baltic độc lập vào phạm vi ảnh hưởng Liên Xô vào năm 1940, hàng ngàn người biểu tình ở thủ đô của cả ba nước Baltic, ca hát quốc ca ủng hộ độc lập và nghe các bài phát biểu đầy thách thức chỉ trích chính quyền trung ương Liên Xô. Các cuộc biểu tình bị lên án nặng nề trên các báo chí chính thức và bị cảnh sát theo dõi chặt chẽ, nhưng không bị gián đoạn.

#### Litva
Ngày 14 tháng 6 năm 1987, khoảng 5000 người tụ tập ở Đài Tưởng niệm Tự do và đặt hoa để tưởng niệm sự kiện Stalin cho di dân tập thể người Litva năm 1941. Đây là cuộc biểu tình lớn đầu tiên để tưởng niệm một sự kiện mà xảy ra khác với lời nhà nước Liên Xô tường thuật. Việc nhà cầm quyền đã không dập tắt những cuộc biểu tình, khiến cho nhiều cuộc biểu tình trở nên lớn hơn tại khắp mọi nơi ở các nước Baltic. Kỷ niệm lớn kế tiếp sau sau cuộc biểu tình phản đối Hiệp ước Xô - Đức là vào ngày 18 tháng 11, ngày độc lập của Latvia vào năm 1918. Vào ngày 18 tháng 11 năm 1987, hàng trăm cảnh sát và dân sự có vũ trang ngăn chận đường vào quảng trường để ngăn ngừa những lễ kỷ niệm tại đài Tưởng niệm Tự do, nhưng dù vậy hàng ngàn đã xuống đường ở Riga phản đối trong im lặng.

#### Estonia
Vào mùa xuân 1987, một phong trào phản đối nổi dậy chống lại những hầm mỏ phosphate ở Estonia. Những chữ ký được thu thập và ở Tartu, các sinh viên tụ tập lại sảnh đường chính của trường đại học để bày tỏ sự thiếu tin tưởng của họ vào chính phủ. Tại một cuộc biểu tình vào ngày 1 tháng 5 năm 1987, những người trẻ tuổi đã xuống đường với biểu ngữ mặc dù bị cấm. Vào ngày 15 tháng 8 năm 1987, các tù nhân chính trị cũ thành lập nhóm MRP-AEG (Estonians for the Public Disclosure of the Molotov-Ribbentrop Pact) (những người Estonia ủng hộ việc vạch trần công khai Hiệp ước Xô-Đức), mà được dẫn đầu bởi Tiit Madisson. Trong tháng 9 năm 1987, báo Edasi phát hành một kiến nghị Edgar Savisaar, Siim Kallas, Tiit Made, và Mikk Titma hô hào sự chuyển đổi của Estonia sang một nước tự trị. Ban đầu nó hướng tới sự độc lập về kinh tế, sau đó một phần nào về sự tự trị về chính trị, Chương trình có tên là, Isemajandav Eesti ("A Self-Managing Estonia") (Một Estonia tự quản lý). Vào ngày 21 tháng 10, một nhóm biểu tình đã xuống đường để tưởng niệm những người đã hi sinh trong thời kỳ 1918–1920 (chiến tranh giành độc lập Estonia) tại Võru, dẫn tới xung đột với nhóm võ trang. Lần đầu tiên trong nhiều năm, cờ quốc gia Estonia, Xanh, Đen, Trắng được thấy ở nơi công cộng.

#### Armenia: Những lo ngại về môi trường và Nagorno-Karabakh

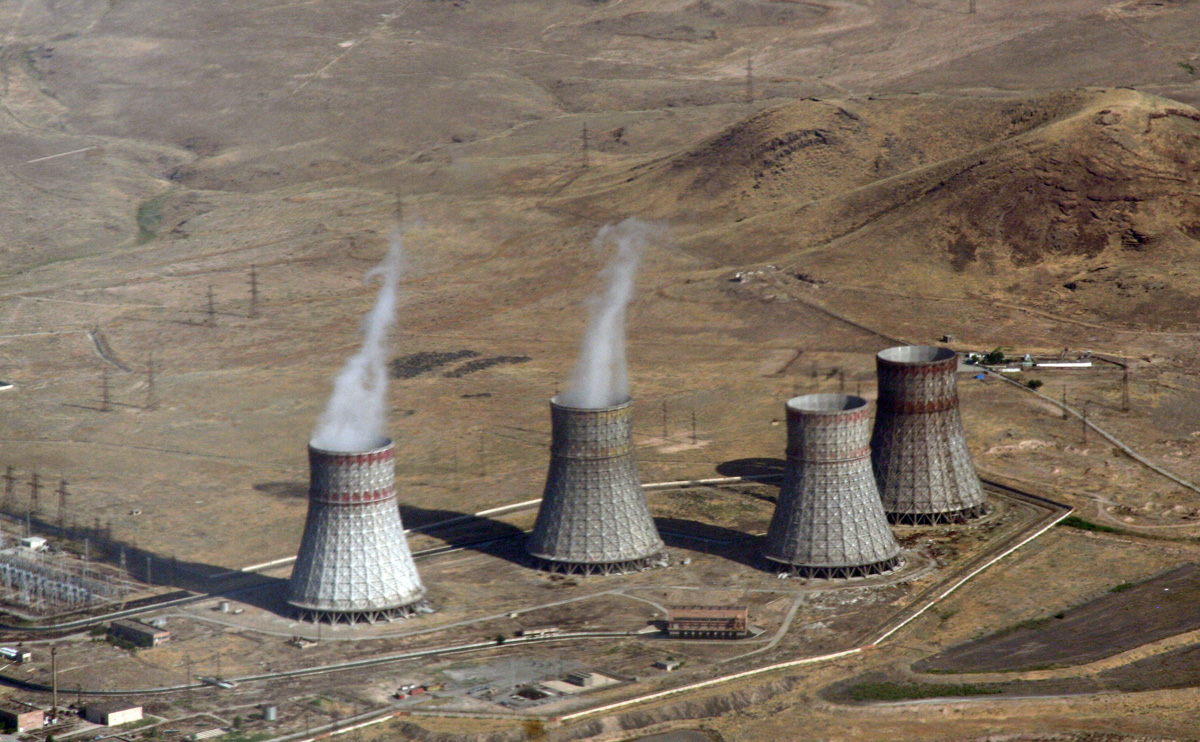
Những lo ngại về nhà máy hạt nhân Metsamor đưa tới những cuộc biểu tình tại Yerevan.

Vào ngày 17 tháng 10 năm 1987, khoảng 3.000 người Armenia biểu tình tại Yerevan than phiền về tình trạng tại hồ Lake Sevan, nhà máy hóa học Nairit, nhà máy hạt nhân Metsamor, và vấn đề ô nhiễm không khí tại Yerevan. Cảnh sát cố gắng ngăn chận cuộc biểu tình, nhưng không làm gì để cản nó khi cuộc tuần hành bắt đầu. Cuộc biểu tình được lãnh đạo bởi các nhà văn người Armenia như Silva Kaputikian, Zori Balayan, và Maro Margarian và các lãnh tụ của tổ chức quốc gia sống còn. Cuộc tuần hành phát xuất từ công trường nhà hát lớn sau khi những người phát biểu, hầu hết là các trí thức, đã nói chuyện với đám đông.
Ngày hôm sau đó, 1.000 người Armenia đã tham dự vào một cuộc biểu tình khác kêu gọi cho quyền quốc gia Armenia ở Karabagh. Những người biểu tình mang áp phích đòi sáp nhập Cộng hòa Tự trị Nakhchivan và Nagorno-Karabakh vào Armenia. Cảnh sát đã cố gắng dùng vũ lực để ngăn chận cuộc tuần hành và sau một vài sự cố, đã giải tán những người biểu tình. Có vẻ là tại Nagorno-Karabakh sẽ xảy ra những cuộc bạo động trong năm tới.

## Năm 1988

### Sự mất kiểm soát của chính quyền trung ương
Năm 1988 Gorbachev bắt đầu mất đi sự kiểm soát trong 2 vùng nhỏ nhưng nhiều rắc rối của Liên Xô, khi mà các nước Cộng hòa Baltic đã giành được chính quyền từ các mặt trận nhân dân, và vùng Kavkaz rơi vào bạo lực và nội chiến.
Vào ngày 1 tháng 7 năm 1988, ngày thứ 4 cũng là ngày cuối của đại hội đảng lần thứ 19, Gorbachev đã thành công vào giờ chót khi nhận được sự ủng hộ của các đại biểu cho việc thành lập một hội đồng lập pháp tối cao.
Sự bảo thủ của những lớp người cũ đã thúc đẩy Gorbachev tiến hành một loạt thay đổi trong hiến pháp nhằm chia tách Đảng và nhà nước và cô lập các thành viên đối lập bảo thủ trong Đảng.
Chi tiết bản đề xuất về 1 quốc hội mới được phát hành vào ngày 2-10, để khởi động cho cơ quan lập pháp tối cao mới của Liên Xô.
Trong phiên họp hội nghị (29/11-1/12) đã thông qua sự sửa đổi hiến pháp nhà nước năm 1977, ban hành luật cải tổ bầu cử, và chọn 26/3/1989 làm ngày bầu cử.
29/11 Liên Bang đã ngưng việc phá nhiễu sóng tất cả các đài truyền thanh ngoại quốc, cho phép người dân Liên Xô lần đầu tiên tiếp cận tự do các nguồn thông tin bên ngoài mà không chịu sự kiểm soát của Đảng Cộng sản.

### Các nước Cộng Hòa Baltic
Vào năm 1986-1987, Latvia đã đi tiên phong trong các nhà nước vùng Baltic trong việc thúc đẩy sự cải tổ. Năm 1988, Estonia đã đi đầu trong việc thiết lập mặt trận nhân dân trong các nước thuộc Liên Bang Xô Viết và bắt đầu gây ảnh hưởng đến chính sách nhà nước.

#### Mặt trận nhân dân Estonia
Mặt trận nhân dân Estonia được thành lập vào tháng 4 năm 1988. Ngày 16 tháng 6 năm 1988, Gorbachev đã thay thế Karl Vaino, 1 lãnh đạo kì cựu bảo thủ của Đảng Cộng sản Estonia bằng 1 lãnh đạo theo đường hướng tự do Vaino Väljas, lúc đó đang là Đại sứ tại Nicaragua của Xô Viết.
Cuối tháng 6 năm 1988, Väljas đa phải nhượng bộ trước áp lực của Mặt trận nhân dân Estonia và công nhận tính hợp pháp của lá cờ xanh-trắng-đen của Estonia, và đồng thuận về việc sử dụng ngôn ngữ người Estonia là ngôn ngữ chính thức của nước cộng hòa này.
Ngày 2 tháng 10, Mặt trận nhân dân chính thức khởi động tranh luận, diễn thuyết chính trị tại Quốc hội trong 2 ngày. Väljas đã tham dự và mạo hiểm về việc có thể giúp Estonia trở thành hình mẫu cải cách và chính trị, đồng thời xoa dịu những thế lực đòi chia tách và các xu hướng cấp tiến khác.
Ngày 16 tháng 10 năm 1988, Hội đồng Tối cao Xô Viết của Estonia tuyên bố về sự thực hiện chủ quyền quốc gia dưới điều luật về sự ưu tiên của người Estonia. Nghị viện Estonia đã tuyên bố về sự sở hữu của nhà nước cộng hòa về tài nguyên tự nhiên như đất đai, sông hồ, rừng núi, mỏ khoáng sản và nền sản xuất công nghiệp, nông nghiệp, xây dựng, ngân hàng nhà nước, đường sá, hệ thống dịch vụ riêng bên trong lãnh thổ Estonia.

### Các nước Cộng hòa phương tây

#### Phong trào dân chủ của Moldova
Bắt đầu vào tháng 2 năm 1988, Phong trào Dân chủ Moldova (trước đây là Moldavia) đã tổ chức các cuộc họp công cộng, biểu tình và các lễ hội bài hát, dần dần tăng lên về quy mô và cường độ. Trên đường phố, trung tâm của các biểu hiện công cộng là Đài tưởng niệm vĩ đại Stephen ở Chişinău, và công viên liền kề chứa Aleea Clasicilor ("Con hẻm của kinh điển [của văn học]"). Vào ngày 15 tháng 1 năm 1988, để tưởng nhớ nhà thơ Mihai Eminescu tại bức tượng bán thân của ông trên Aleea Clasicilor, Anatol alaru đã đệ trình một đề nghị để tiếp tục các cuộc họp. Trong bài diễn văn công khai, phong trào kêu gọi thức tỉnh quốc gia, tự do ngôn luận, hồi sinh các truyền thống của người Moldova và để đạt được vị thế chính thức cho ngôn ngữ Rumani và trở lại bảng chữ cái Latinh. Việc chuyển từ "phong trào" (một hiệp hội không chính thức) sang "mặt trận" (một hiệp hội chính thức) được coi là một "nâng cấp" tự nhiên một khi phong trào đạt được động lực với công chúng, và chính quyền Liên Xô không còn cấm đoán nữa.

#### Biểu tình ở Lviv, Ukraine
Vào ngày 26 tháng 4 năm 1988, khoảng 500 người đã tham gia một cuộc tuần hành do Câu lạc bộ Văn hóa Ukraine tổ chức trên phố Khreschatyk của Kiev để kỷ niệm lần thứ hai của thảm họa hạt nhân Chernobyl, mang theo những tấm bảng với khẩu hiệu như "Sự cởi mở và Dân chủ đến cùng". Từ tháng 5 đến tháng 6 năm 1988, người Công giáo Ukraine ở miền tây Ukraine đã tổ chức lễ kỷ niệm Thiên niên kỷ của Kitô giáo ở Kievan Rus 'bằng cách tổ chức các dịch vụ trong các khu rừng Buniv, Kalush, Hoshiv và Zarvanytsia. Vào ngày 5 tháng 6 năm 1988, khi lễ kỷ niệm chính thức của Thiên niên kỷ được tổ chức tại Moscow, Câu lạc bộ Văn hóa Ukraine đã tổ chức các buổi quan sát của riêng mình tại Kiev tại đài tưởng niệm Thánh Volodymyr Đại đế, hoàng tử vĩ đại của Kievan Rus.
Vào ngày 16 tháng 6 năm 1988, khoảng 6.000 đến 8.000 người đã tập trung tại Lviv để nghe các diễn giả tuyên bố không tin tưởng vào danh sách đại biểu địa phương tham dự hội nghị của Đảng Cộng sản 19, bắt đầu vào ngày 29 tháng 6. Vào ngày 21 tháng 6, một cuộc mít tinh ở Lviv đã thu hút 50.000 người, đã nghe về một danh sách đại biểu sửa đổi. Nhà chức trách đã cố gắng giải tán cuộc biểu tình trước sân vận động Druzhba. Vào ngày 7 tháng 7, khoảng 10.000 đến 20.000 người đã chứng kiến sự ra mắt của Mặt trận Dân chủ để thúc đẩy chính sách Perestroika. Vào ngày 17 tháng 7, một nhóm 10.000 người đã tập trung tại ngôi làng Zarvanytsia cho các dịch vụ Thiên niên kỷ do Đức Giám mục Công giáo Hy Lạp-Pavlo Vasylyk tổ chức. Dân quân đã cố gắng giải tán những người tham dự, nhưng hóa ra đó là tập hợp lớn nhất của người Công giáo Ukraine kể từ khi Stalin ngoài vòng pháp luật vào năm 1946. Vào ngày 4 tháng 8, được gọi là "Thứ năm đẫm máu", chính quyền địa phương đã đàn áp mạnh mẽ một cuộc biểu tình được tổ chức bởi Mặt trận Dân chủ để Thúc đẩy Perestroika. Bốn mươi mốt người đã bị giam giữ, phạt tiền hoặc bị kết án 15 ngày bị bắt giữ hành chính. Vào ngày 1 tháng 9, chính quyền địa phương đã di dời dữ dội 5.000 sinh viên tại một cuộc họp công cộng thiếu sự cho phép chính thức tại Đại học bang Ivan Franko.
Vào ngày 13 tháng 11 năm 1988, khoảng 10.000 người đã tham dự một cuộc họp chính thức được tổ chức bởi tổ chức di sản văn hóa Spadschyna, câu lạc bộ sinh viên Đại học Kyiv Hromada, và các nhóm môi trường Zelenyi Svit ("Thế giới xanh") và Noosfera, để tập trung vào các vấn đề sinh thái. Từ ngày 14 tháng 11 nhà hoạt động người Ukraine nằm trong số 100 người ủng hộ nhân quyền, quốc gia và tôn giáo được mời thảo luận về nhân quyền với các quan chức Liên Xô và phái đoàn của Ủy ban An ninh và Hợp tác Hoa Kỳ tại Châu Âu (còn được gọi là Ủy ban Helsinki). Vào ngày 10 tháng 12, hàng trăm người đã tập trung tại Kiev để theo dõi Ngày Quốc tế Nhân quyền tại một cuộc mít tinh do Liên minh Dân chủ tổ chức. Việc tập trung trái phép dẫn đến việc bắt giữ các nhà hoạt động địa phương.

#### Kurapaty, Belarus
Partyja BPF (Mặt trận bình dân Belarus) được thành lập năm 1988 với tư cách là một đảng chính trị và phong trào văn hóa cho dân chủ và độc lập, đó là các nước cộng hòa Baltic, các mặt trận phổ biến. Việc phát hiện ra những ngôi mộ tập thể ở Kurapaty bên ngoài Minsk của nhà sử học Zianon Pazniak, nhà lãnh đạo đầu tiên của Mặt trận bình dân Belarus, đã tạo thêm động lực cho phong trào dân chủ và ủng hộ độc lập ở Belarus. ông tuyên bố rằng chính lực lượng NKVD của Liên Xô đã thực hiện các vụ giết người bí mật ở Kurapaty. Ban đầu, Mặt trận có tầm nhìn quan trọng trong nhiều hành động công khai của nó hầu như luôn kết thúc trong các cuộc đụng độ với cảnh sát và lực lượng an ninh Liên Xô KGB.

## Năm 1989

### Moscow: Giới hạn dân chủ hóa
Mùa xuân năm 1989, Liên bang Xô viết thực hiện một cải cách chính trị lớn, mặc dù có giới hạn, lần đầu tiên kể từ năm 1917, khi người dân bầu Đại hội đồng nhân dân mới. Việc phát sóng truyền hình trực tiếp về các cuộc thảo luận của cơ quan lập pháp không còn bị kiểm duyệt. Những người đã chứng kiến các lãnh đạo Đảng Cộng sản trước đây bị thẩm vấn và chịu trách nhiệm. Ví dụ này thúc đẩy một thử nghiệm giới hạn với nền chính trị ở Ba Lan, nhanh chóng dẫn đến việc lật đổ chính phủ cộng sản ở Warsaw vào mùa hè - sau đó đã làm nảy sinh các cuộc nổi dậy lật đổ chủ nghĩa cộng sản tại năm nước thuộc Khối hiệp ước Warsaw trước năm 1989 và Bức tường Berlin sụp đổ. Những sự kiện này cho thấy nhiều người ở Đông Âu và Liên bang Xô viết không ủng hộ động lực của Gorbachev để hiện đại hóa chủ nghĩa cộng sản, thay vào đó, họ muốn lật đổ nó hoàn toàn.
Đây cũng là năm CNN trở thành đài truyền hình không thuộc Liên Xô đầu tiên được phép chiếu các chương trình tin tức truyền hình tới Moscow. CNN chính thức chỉ dành cho khách nước ngoài ở Savoy Hotel, nhưng người dân Moscow nhanh chóng học cách thu tín hiệu trên TV tại nhà của họ. Điều đó có ảnh hưởng lớn đến cách người Liên Xô nhìn thấy các sự kiện đang diễn ra ở đất nước Liên Xô, và việc kiểm duyệt của chính phủ gần như bị bỏ mặc.

#### Bầu cử Đại hội đại biểu nhân dân Liên bang Xô viết

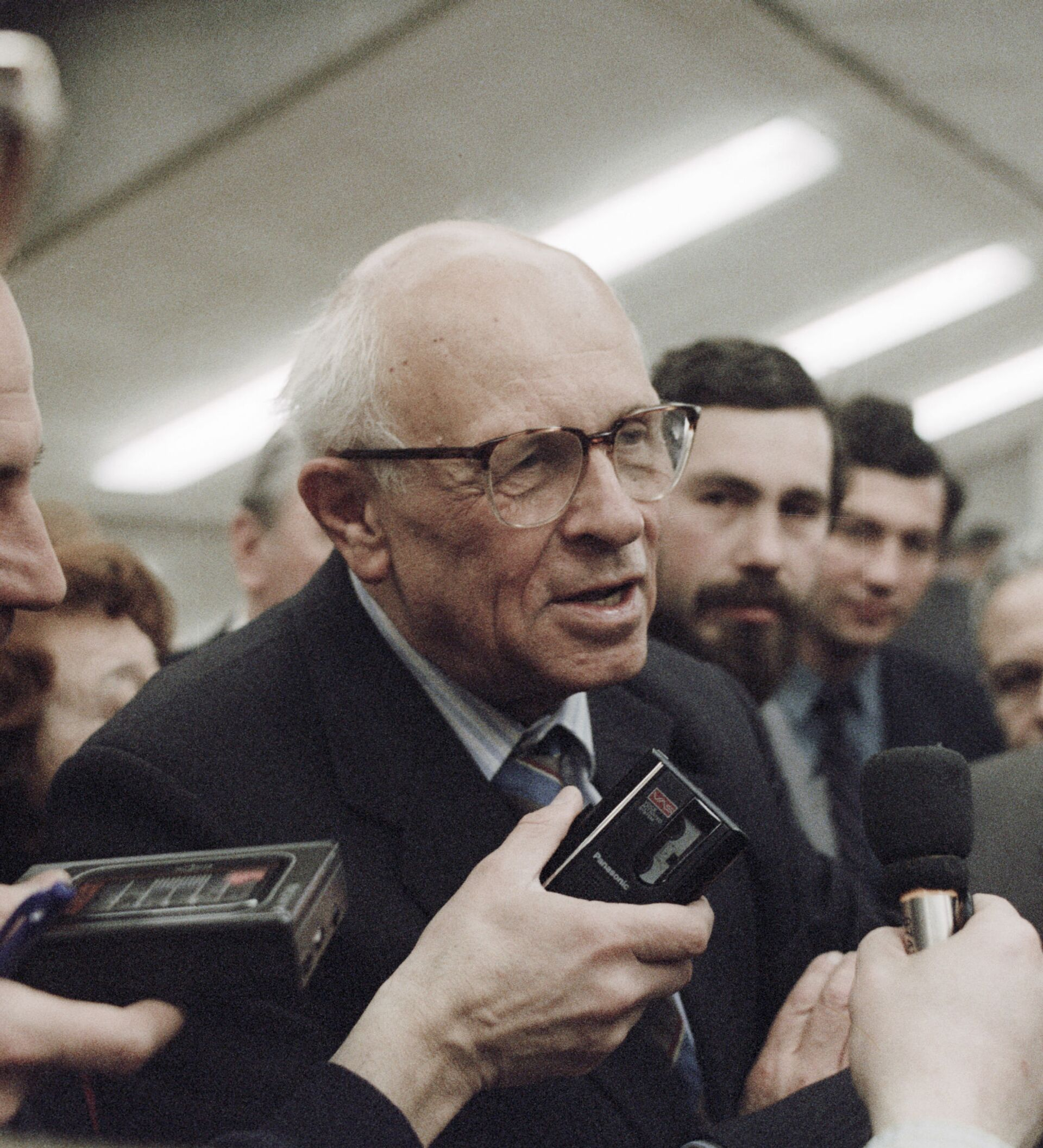
Andrei Sakharov, trước đây lưu vong tới Gorky, được bầu vào Đại hội đại biểu nhân dân tháng 3 năm 1989.

Thời gian đề cử kéo dài một tháng cho các ứng cử viên của Đại hội đại biểu nhân dân Liên Xô kéo dài cho đến ngày 24 tháng 1 năm 1989. Trong tháng tới, lựa chọn trong số 7.531 ứng cử viên cấp huyện đã diễn ra tại các cuộc họp do ủy ban bầu cử cấp bầu cử tổ chức. Vào ngày 7 tháng 3, một danh sách cuối cùng gồm 5.074 ứng cử viên đã được công bố, khoảng 85% là đảng viên.
Trong hai tuần trước 1.500 cuộc bầu cử cấp huyện, các cuộc bầu cử để lấp đầy 750 ghế dành riêng cho các tổ chức nhà nước, được tranh cử bởi 880 ứng cử viên, đã được tổ chức. Trong số các ghế này, 100 ghế được giao cho CPSU, 100 cho Hội đồng Công đoàn Trung ương Liên minh, 75 cho Đoàn Thanh niên Cộng sản (Komsomol), 75 cho Ủy ban Phụ nữ Liên Xô, 75 cho Tổ chức Chiến tranh và Lao động Cựu chiến binh và 325 cho các tổ chức khác như Học viện Khoa học. Quá trình lựa chọn được thực hiện vào tháng Tư.
Trong cuộc tổng tuyển cử ngày 26 tháng 3, sự tham gia của cử tri là ấn tượng ở mức 89,8%, và 1.958 (bao gồm 1.225 ghế quận) của 2.250 ghế CPD đã được lấp đầy. Ở cấp huyện, các cuộc bầu cử đã được tổ chức tại 76 khu vực bầu cử vào ngày 2 và 9 tháng 4 và các cuộc bầu cử mới được tổ chức vào ngày 20 và 14 tháng Tư đến ngày 23 tháng Năm, Trong 199 khu vực bầu cử còn lại, nơi đa số tuyệt đối bắt buộc không đạt được. Trong khi hầu hết các ứng cử viên được CPSU ủng hộ đều được bầu, hơn 300 người đã thua các ứng cử viên độc lập như Yeltsin, nhà vật lí Andrei Sakharov và luật sư Anatoly Sobchak.
Trong phiên họp đầu tiên của Đại hội nhân dân mới, từ ngày 25 tháng 5 đến ngày 9 tháng 6, những người kiên định lập trường vẫn giữ quyền kiểm soát nhưng các nhóm cấp tiến đã sử dụng cơ quan lập pháp làm nền tảng cho cuộc tranh luận, phê bình và chỉ trích - được phát sóng trực tiếp và không kiểm duyệt. Điều này đã tác động lớn đến công chúng. Vào ngày 29 tháng 5, Yeltsin đã xoay xở để bảo vệ vị trí của ông trong Hội đồng Xô viết Tối cao, và vào mùa hè ông đã thành lập phe đối lập đầu tiên, Nhóm đại biểu Liên Vùng, gồm những người theo chủ nghĩa dân tộc và chủ nghĩa tự do của Nga. Soạn nhóm lập pháp cuối cùng ở Liên Xô, những người được bầu vào năm 1989 đóng vai trò quan trọng trong cải cách và sự tan rã cuối cùng của Liên Xô trong hai năm tới.
Vào ngày 30 tháng 5 năm 1989, Gorbachev đã đề xuất các cuộc bầu cử địa phương trên toàn quốc, được lên lịch vào tháng 11 năm 1989, được hoãn lại cho đến đầu năm 1990 vì vẫn chưa có luật điều chỉnh bầu cử. Điều này được một số người coi là một sự nhượng bộ cho các quan chức Đảng địa phương, những người lo ngại rằng họ sẽ bị cuốn vào quyền lực trong một làn sóng quan điểm chống thành lập.
Vào ngày 25 tháng 10 năm 1989, Hội đồng Xô viết tối cao đã bỏ phiếu để loại bỏ các ghế đặc biệt cho Đảng Cộng sản và các tổ chức chính thức khác trong các cuộc bầu cử quốc gia và địa phương. Sau cuộc tranh luận gay gắt, 542 thành viên Hội đồng Xô viết Tối cao đã thông qua với số phiếu bầu áp đảo 254-85 (với 36 người không tham gia). Quyết định cũng yêu cầu sửa đổi một nửa hiến pháp, được phê chuẩn bởi toàn thể đại hội, hoàn thiện vào ngày 25 tháng 12. Hiến pháp mới cũng thông qua các biện pháp cho phép bầu cử trực tiếp những người đứng đầu của mỗi nước trong số 15 nước cộng hòa thành viên. Gorbachev đã kịch liệt phản đối quy định này trong một cuộc tranh luận nhưng đã thất bại.
Cuộc bỏ phiếu mở rộng quyền lực của các nước cộng hòa trong các cuộc bầu cử địa phương, cho phép họ tự quyết định cách tổ chức bầu cử. Latvia, Litva và Estonia đã đề xuất một đạo luật cho phép người dân bầu cử tổng thống trực tiếp. Cuộc bầu cử địa phương ở tất cả các nước cộng hòa đã được lên kế hoạch diễn ra từ tháng 12 đến tháng 3 năm 1990.

#### Các quốc gia vệ tinh mất kiểm soát

Khối Đông

Sáu quốc gia thuộc Khối hiệp ước Warsaw của Đông Âu, mặc dù đã giành độc lập trên danh nghĩa, vẫn được công nhận rộng rãi trong cộng đồng quốc tế là các nhà nước vệ tinh của Liên Xô. Tất cả ba quốc gia này đã bị chiếm giữ bởi Hồng quân Liên Xô năm 1945 khi họ truy kích Đức Quốc xã, có các nhà nước xã hội chủ nghĩa theo kiểu Xô viết, và đã bị hạn chế nghiêm ngặt quyền tự do hành động trong các vấn đề trong nước hoặc quốc tế. Bất kỳ động thái nào nhằm đòi nền độc lập thực sự đã bị quân đội Liên Xô đè bẹp - trong Cách mạng Hungary năm 1956 và Mùa xuân Prague năm 1968. Gorbachev đã từ bỏ học thuyết Brezhnev tốn kém, ông ủng hộ việc không can thiệp vào các vấn đề nội bộ của các đồng minh Đông Âu - Gorbachev gọi đùa đây là học thuyết Sinatra trong một phần có trong đến bài hát "My Way" của Frank Sinatra.

### Baltic "Một chuỗi của sự tự do"

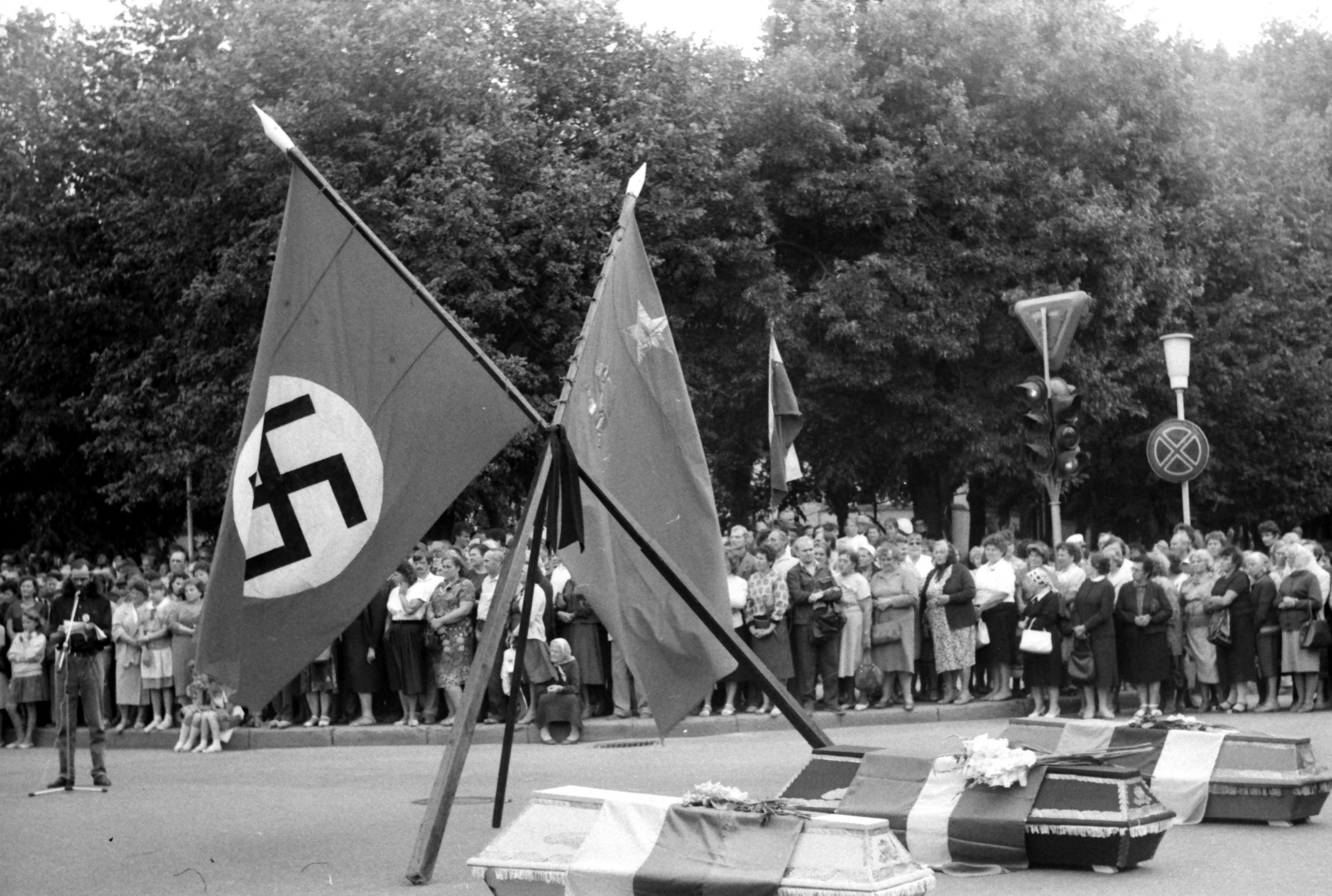
Cuộc biểu tình "Baltic Way" năm 1989 tại Šiauliai, Litva. Các quan tài được bao bọc với cờ quốc gia của ba nước Cộng hòa Baltic và được đặt tượng trưng bên dưới cờ của Liên Xô và Quốc xã.

Đường Baltic hoặc Chuỗi Baltic (cũng là Chuỗi Tự do tiếng Estonia: Balti kett, tiếng Latvia: Baltijas ceļš, tiếng Litva: Baltijos kelias, tiếng Nga: Балтийский путь) là một cuộc biểu tình chính trị hòa bình vào ngày 23 tháng 8 năm 1989. Ước tính có khoảng 2 triệu người tham gia vào cuộc biểu tình để hình thành một chuỗi người kéo dài 600 kilômét (370 dặm) trên khắp 3 nước: Estonia, Latvia và Litva, những quốc gia đã bị sáp nhập vào Liên Xô năm 1944. Cuộc biểu tình khổng lồ này đã đánh dấu kỷ niệm 50 năm ngày ký kết hiệp ước Xô - Đức (Còn gọi là hiệp ước Molotov-Ribbentro), hiệp ước chia phạm vi ảnh hưởng ở Đông Âu giữa Liên Xô và Đức Quốc xã, đã dẫn đến việc Liên Xô xâm lược, chiếm đóng các quốc gia vùng Baltic vào năm 1940.
Vào tháng 12 năm 1989, Đại hội đại biểu nhân dân đã chấp nhận - và Gorbachev đã ký - báo cáo của Ủy ban Yakovlev, lên án các điều khoản bí mật của hiệp ước Molotov-Ribbentrop giữa Liên Xô và Đức Quốc xã.

#### Sự phân chia Đảng Cộng sản của Litva
Trong cuộc bầu cử tháng 3 năm 1989 cho Đại hội Dân biểu, 36 trong số 42 đại biểu từ Litva là những ứng viên từ phong trào quốc gia độc lập Sąjūdis. Đây là chiến thắng lớn nhất cho bất kỳ tổ chức dân tộc chủ nghĩa nào trong Liên Xô và là một thất bại nặng nề đối với Đảng Cộng sản Litva cho thấy sự phản đối ngày càng tăng đối với nó.
Ngày 7 tháng 12 năm 1989, Đảng Cộng sản Litva dưới sự lãnh đạo của Algirdas Brazauskas, đã tách khỏi Đảng Cộng sản Liên Xô và từ bỏ yêu sách của mình để có một "vai trò lãnh đạo" hiến pháp trong chính trị. Một nhánh nhỏ hơn của Đảng Cộng sản do Mykolas Burokevičius đứng đầu, đã được thành lập và vẫn liên kết với CPSU. Tuy nhiên, Đảng Cộng sản cầm quyền của Litva chính thức độc lập khỏi sự kiểm soát của Moscow - lần đầu tiên điều này xảy ra ở Liên Xô - dẫn tới một trận động đất chính trị khiến Gorbachev phải sắp xếp chuyến thăm Litva vào tháng sau trong một nỗ lực vô ích để đưa đảng Cộng sản Litva trở lại dưới sự kiểm soát của chính quyền trung ương. Năm sau, Đảng Cộng sản đã mất quyền lực hoàn toàn trong các cuộc bầu cử quốc hội đa đảng, Vytautas Landsbergis trở thành tổng thống phi Cộng sản đầu tiên của Litva kể từ khi bị sáp nhập vào Liên Xô.

### Caucasus

#### Phong tỏa Azerbaijan
Ngày 16 tháng 7 năm 1989, Mặt trận Nhân dân Azerbaijan đã tổ chức đại hội đầu tiên và bầu Abulfaz Elchibey, người sẽ trở thành Tổng thống và chủ tịch. Vào ngày 19 tháng 8, 600.000 người biểu tình đã làm kẹt cứng Quảng trường Lenin ở Baku (nay là Quảng trường Azadliq) để yêu cầu thả các tù nhân chính trị. ITrong nửa cuối năm 1989, vũ khí được trao cho Nagorno-Karabakh. Khi Karabakhis nắm giữ cánh tay nhỏ để thay thế súng săn và nỏ, thương vong bắt đầu gắn kết; cây cầu bị thổi bay, đường bị phong tỏa, và con tin bị bắt.
Trong một chiến thuật mới và hiệu quả, Mặt Trận Nhân Dân đã phát động phong tỏa đường sắt của Armenia, gây ra tình trạng thiếu xăng và thực phẩm vì 85% hàng hóa của Armenia đến từ Azerbaijan. Dưới áp lực từ Mặt trận Phổ biến, các nhà chức trách Cộng sản ở Azerbaijan bắt đầu nhượng bộ. Vào ngày 25 tháng 9, họ đã thông qua một luật tối cao đã ưu tiên luật Azerbaijan, và vào ngày 4 tháng 10, Mặt Trận Nhân Dân được phép đăng ký như một tổ chức hợp pháp miễn là nó dỡ bỏ phong tỏa. Giao thông vận tải giữa Azerbaijan và Armenia chưa bao giờ hoàn toàn hồi phục. Căng thẳng tiếp tục leo thang và vào ngày 29 tháng 12, các nhà hoạt động Mặt trận nổi tiếng đã bắt giữ các văn phòng đảng địa phương ở Jalilabad, làm hàng chục người bị thương.

#### Thành viên Ủy ban Karabakh của Armenia được thả
Vào ngày 31 tháng 5 năm 1989, 11 thành viên của Ủy ban Karabakh, người đã bị cầm tù mà không bị xét xử tại nhà tù Matrosskaya Tishina của Matxcơva, được thả ra, và trở về nhà được chào đón anh hùng. Ngay sau khi được thả, Levon Ter-Petrossian, một học giả, được bầu làm chủ tịch Phong trào Quốc gia đối lập Pan-Armenian chống cộng sản, và sau đó tuyên bố rằng vào năm 1989, ông bắt đầu xem xét độc lập hoàn toàn.

#### Vụ nổ súng ở Tbilisi, Gruzia

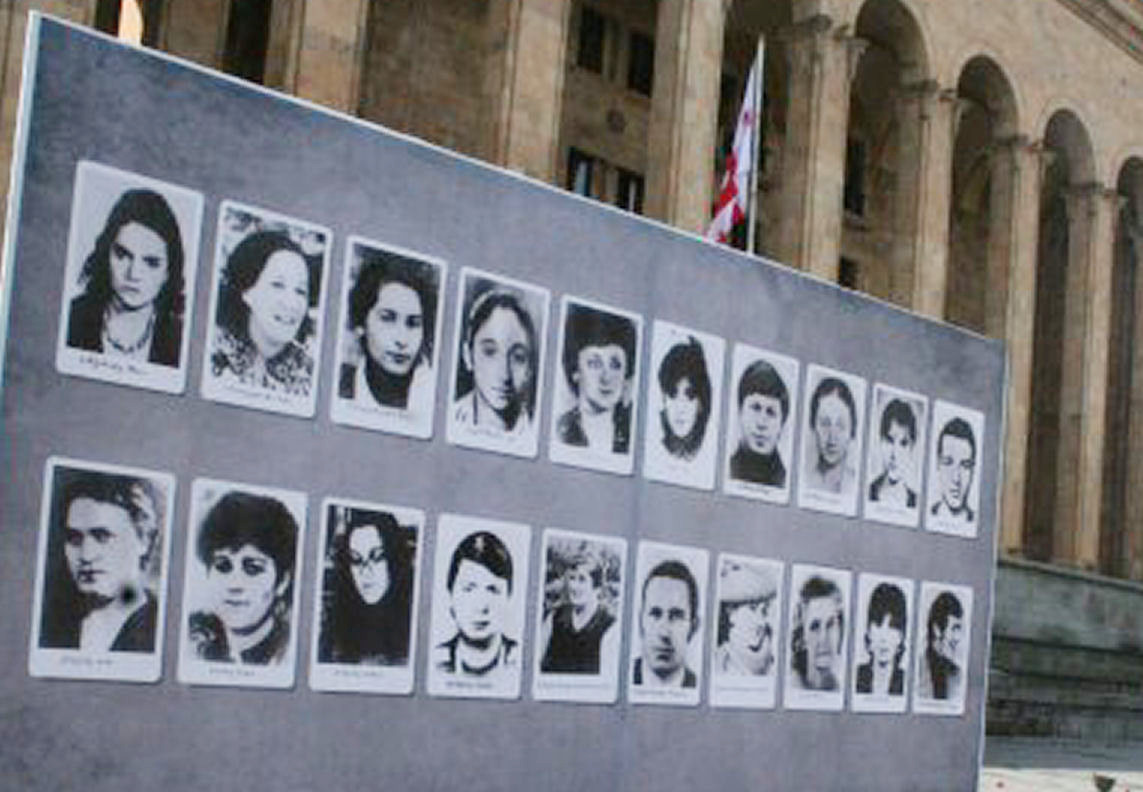
Hình ảnh nạn nhân (chủ yếu là phụ nữ trẻ) của vụ thảm sát tháng 4 năm 1989 tại Tbilisi, Gruzia.

Vào ngày 7 tháng 4 năm 1989, quân đội Liên Xô và các xe tăng bọc thép đã được gửi đến Tbilisi sau hơn 100.000 người biểu tình phản đối trước trụ sở Đảng Cộng sản Gruzia với các biểu ngữ kêu gọi Gruzia rút khỏi Liên bang Xô viết và Abkhazia phải được sáp nhập hoàn toàn vào Gruzia. Sau khi xung đột leo thang, vào ngày 9 tháng 4 năm 1989, quân Liên Xô đã nổ súng những người biểu tình; khoảng 20 người thiệt mạng và hơn 200 người bị thương. Sự kiện này đã thúc đẩy chính trị Gruzia, khiến nhiều người phải kết luận rằng độc lập là thích hợp hơn là thành viên tự trị thuộc Liên Xô. Vào ngày 14 tháng 4, Gorbachev đã cho bãi nhiệm Jumber Patiashvili là Bí thư thứ nhất của Đảng Cộng sản Gruzia và thay thế ông ta với cựu giám đốc KGB của Gruzia là Givi Gumbaridze.
Vào ngày 16 tháng 7 năm 1989, tại thủ đô Sukhumi của Abkhazia, một cuộc biểu tình chống lại việc mở một chi nhánh đại học Gruzia tại thị trấn đã dẫn đến bạo lực nhanh chóng bị biến thành cuộc đối đầu bạo lực giữa các dân tộc, trong đó 18 người chết và hàng trăm người bị thương trước quân đội Liên Xô can thiệp để ổn định trật tự. Cuộc bạo động này đánh dấu sự khởi đầu của cuộc xung đột Gruzia-Abkhaz.

### Các nước cộng hòa phương Tây

#### Mặt trận Nhân Dân Moldova
Trong ngày 26 tháng 3 năm 1989, cuộc bầu cử Đại hội đại biểu nhân dân, 15 trong số 46 đại biểu của Moldavian được gửi tới Moscow là những người ủng hộ phong trào Dân chủ / Dân chủ. Mặt trận phổ biến của Đại hội thành lập Moldova diễn ra hai tháng sau đó, vào ngày 20 tháng 5 năm 1989. Trong đại hội lần thứ hai (30 tháng 6 - 1 tháng 7 năm 1989), Ion Hadârcă được bầu làm chủ tịch.
Một loạt các cuộc biểu tình được gọi là Quốc hội lớn (tiếng Romania: Marea Adunare Naţională) là thành tựu lớn đầu tiên của Mặt trận. Các cuộc biểu tình đại chúng như vậy, bao gồm một cuộc biểu tình của 300.000 người vào ngày 27 tháng 8, đã thuyết phục Liên Xô Tối cao Moldavian vào ngày 31 tháng 8 để áp dụng luật ngôn ngữ làm cho Moldovan trở thành ngôn ngữ chính thức, và thay thế bảng chữ cái Cyrillic bằng các ký tự Latinh.

#### Phong trào Rukh ở Ukraina
Ở Ukraina, Lviv và Kiev đã tổ chức Ngày quốc khánh Ucraina vào ngày 22 tháng 1 năm 1989. Hàng ngàn người tập trung tại Lviv vì một dịch vụ tôn giáo trái phép ở phía trước Nhà thờ St. George. Tại Kiev, 60 nhà hoạt động đã gặp nhau trong một căn hộ ở Kiev để kỷ niệm tuyên bố của Cộng hòa Nhân dân Ucraina năm 1918. Vào ngày 11-12 tháng 2 năm 1989, Hội Ngôn ngữ Ucraina đã tổ chức Đại hội thành lập. Ngày 15 tháng 2 năm 1989, việc thành lập Ủy ban sáng kiến cho sự gia hạn của Giáo hội Chính thống Giáo phận người Ukraina đã được công bố. Chương trình và quy chế của phong trào đã được đề xuất bởi Liên minh Nhà văn Ukraine và đã được xuất bản trên tạp chí Literaturna Ukraina ngày 16 tháng 2 năm 1989. Tổ chức này báo trước những người bất đồng chính kiến Ucraina như Vyacheslav Chornovil.
Vào cuối tháng Hai, các cuộc biểu tình công khai lớn diễn ra tại Kiev để phản đối luật bầu cử, vào đêm trước ngày 26 tháng 3 tới Đại hội đại biểu Liên Xô, và kêu gọi từ chức Bí thư thứ nhất của Đảng Cộng sản Ukraine, Volodymyr Shcherbytsky, đắm mình trong vai trò "mastodon của sự trì trệ". Các cuộc biểu tình trùng hợp với chuyến thăm Ukraina của Tổng thống Xô viết Gorbachev. Vào ngày 26 tháng 2 năm 1989, từ 20.000 đến 30.000 người đã tham gia một dịch vụ tưởng niệm đại kết không được đề cập ở Lviv, đánh dấu kỷ niệm cái chết của nghệ sĩ Ucraina thế kỷ 19 và dân tộc Taras Shevchenko.
Vào ngày 4 tháng 3 năm 1989, Hội Tưởng niệm, cam kết tôn vinh các nạn nhân của chủ nghĩa Stalin và làm sạch xã hội của các thực hành của Liên Xô, được thành lập tại Kiev. Một cuộc biểu tình công khai được tổ chức vào ngày hôm sau. Vào ngày 12 tháng 3, một cuộc họp trước cuộc bầu cử được tổ chức tại Lviv bởi Liên đoàn Helsinki Ucraina và Hội Marian Myloserdia (lòng từ bi) đã bị phân tán dữ dội, và gần 300 người đã bị giam giữ. Vào ngày 26 tháng 3, các cuộc bầu cử đã được tổ chức tại đại hội công đoàn của đại biểu nhân dân; cuộc bầu cử được tổ chức vào ngày 9 tháng 4, 14 tháng 5 và 21 tháng Năm. Trong số 225 đại biểu Ucraina, hầu hết đều là người bảo thủ, mặc dù một số tiến bộ đã thực hiện việc cắt giảm.
Từ ngày 20 đến 23 tháng 4 năm 1989, các cuộc họp trước bầu cử đã được tổ chức tại Lviv trong bốn ngày liên tiếp, thu hút đám đông lên đến 25.000 người. Hành động này bao gồm một một giờ cảnh cáo bạo loạn tại tám nhà máy và tổ chức địa phương. Đây là cuộc đình công lao động đầu tiên tại Lviv từ năm 1944. Vào ngày 3 tháng 5, một cuộc biểu tình trước cuộc bầu cử đã thu hút 30.000 người tại Lviv. Vào ngày 7 tháng 5, Hội Tưởng niệm đã tổ chức một cuộc họp quần chúng tại Bykivnia, một khu mộ tập thể nạn nhân của người Ba Lan bị xử bắn vào thời Stalin. Sau khi một cuộc diễu hành từ Kiev đến trang khu mộ, một cuộc tưởng niệm đã được tổ chức.
Từ giữa tháng 5 đến tháng 9 năm 1989, các giáo sĩ người Công giáo Hy Lạp đã biểu tình phản đối Arbat của Moscow để kêu gọi sự chú ý đến hoàn cảnh của Giáo hội của họ. Họ đặc biệt tích cực trong phiên họp tháng 7 của Hội đồng Giáo hội Thế giới được tổ chức tại Moscow. Cuộc biểu tình kết thúc với các vụ bắt giữ của nhóm vào ngày 18 tháng 9. Vào ngày 27 tháng 5 năm 1989, hội nghị sáng lập của Hội Tưởng niệm khu vực Lviv đã được tổ chức. Vào ngày 18 tháng 6 năm 1989, ước tính 100.000 tín hữu đã tham gia vào các dịch vụ tôn giáo công cộng ở Ivano-Frankivsk ở miền tây Ukraine, đáp ứng lời kêu gọi quốc tế của Hồng y Myroslav Lubachivsky cho một ngày cầu nguyện quốc tế.
Vào ngày 19 tháng 8 năm 1989, Giáo xứ Chính thống Thánh Phêrô và Phao-lô của Nga thông báo sẽ chuyển sang Giáo hội Chính thống Giáo dân Do Thái của Ukraina. Vào ngày 2 tháng 9 năm 1989, hàng chục nghìn người Ukraine đã phản đối dự luật bầu cử dự trữ những ghế đặc biệt cho Đảng Cộng sản và cho các tổ chức chính thức khác: 50.000 người ở Lviv, 40.000 người ở Kiev, 10.000 người ở Zhytomyr, 5.000 người tại Dniprodzerzhynsk và Chervonohrad, và 2.000 ở Kharkiv. Từ ngày 8-10 tháng 10 năm 1989, nhà văn Ivan Drach được bầu làm thủ lĩnh Rukh, Phong trào Nhân dân Ukraine, tại đại hội thành lập của nó ở Kiev. Vào ngày 17 tháng 9, từ 150.000 đến 200.000 người đã hành quân ở Lviv, đòi hỏi sự hợp pháp hóa của Giáo hội Công giáo Hy Lạp Ucraina. Vào ngày 21 tháng 9 năm 1989, việc khai quật một ngôi mộ tập thể bắt đầu ở Demianiv Laz, một bản chất bảo tồn ở phía nam của Ivano-Frankivsk. Vào ngày 28 tháng 9, Bí thư thứ nhất của Đảng Cộng sản Ukraine Volodymyr Shcherbytsky, một sự tiếp quản từ thời Brezhnev, đã được thay thế bởi Vladimir Ivashko.
Vào ngày 1 tháng 10 năm 1989, một cuộc biểu tình hòa bình từ 10.000 đến 15.000 người đã bị giải tán bởi lực lượng dân quân trước sân vận động Druzhba của Lviv, nơi một buổi hòa nhạc kỷ niệm sự thống nhất đất nước của người Ukraine đã được tổ chức. Vào ngày 10 tháng 10, Ivano-Frankivsk là nơi diễn ra cuộc biểu tình trước bầu cử với sự tham dự của 30.000 người. Vào ngày 15 tháng 10, hàng nghìn người tụ họp ở Chervonohrad, Chernivtsi, Rivne và Zhytomyr; 500 ở Dnipropetrovsk; và 30.000 ở Lviv để phản đối luật bầu cử. Vào ngày 20 tháng 10, các tín hữu và giáo sĩ của Giáo hội Chính thống Giáo chủ Tự trị Ukraina đã tham gia vào một hội đồng ở Lviv, là người đầu tiên kể từ khi bị cưỡng bức vào những năm 1930.
Vào ngày 24 tháng 10, Liên Xô Tối cao đã thông qua một đạo luật loại bỏ các ghế đặc biệt cho Đảng Cộng sản và các đại diện của các tổ chức chính thức khác. Vào ngày 26 tháng 10, hai mươi nhà máy ở Lviv đã tổ chức các cuộc đình công và các cuộc họp để phản đối sự tàn bạo của cảnh sát ngày 1 tháng 10 và chính quyền không muốn truy tố những người chịu trách nhiệm. Từ ngày 26 đến ngày 28 tháng 10, hiệp hội môi trường Zelenyi Svit (bạn bè của trái đất - Ukraine) đã tổ chức đại hội thành lập, và vào ngày 27 tháng 10, Liên Xô Tối cao Ucraina đã thông qua một đạo luật loại bỏ tình trạng đặc biệt của đảng và các tổ chức chính thức khác.
Vào ngày 28 tháng 10 năm 1989, Hội đồng Xô Viết tối cao của Ucraina tuyên bố có hiệu lực từ ngày 1 tháng 1 năm 1990, tiếng Ukraina sẽ là ngôn ngữ chính thức của Ukraine, trong khi tiếng Nga sẽ được sử dụng để giao tiếp giữa các nhóm sắc tộc. Cùng ngày Hội thánh của Biến hình ở Lviv rời Giáo hội Chính thống Nga và tự tuyên bố là Giáo hội Công giáo Hy Lạp Ucraina. Ngày hôm sau, hàng ngàn người đã tham dự một lễ tưởng niệm tại Demianiv Laz, và một điểm đánh dấu tạm thời được đặt để chỉ ra rằng một tượng đài cho "nạn nhân của những áp bức 1939-1941" sẽ sớm được dựng lên.
Vào giữa tháng 11, Hội Ngôn ngữ tiếng Ukraina Shevchenko đã chính thức được đăng ký. Vào ngày 19 tháng 11 năm 1989, một cuộc tụ tập công khai tại Kiev đã thu hút hàng ngàn người tang lễ, bạn bè và gia đình đến cuộc nổi dậy ở Ukraine của ba tù nhân của Trại Gulag khét tiếng số 36 tại Perm ở Dãy núi Ural: các nhà hoạt động nhân quyền Vasyl Stus, Oleksiy Tykhy, và Yuri Lytvyn. Phần còn lại của họ được tái tổ chức tại Nghĩa trang Baikove. Vào ngày 26 tháng 11 năm 1989, một ngày cầu nguyện và nhịn ăn được Đức Hồng y Myroslav Lubachivsky tuyên bố, hàng ngàn tín hữu ở miền tây Ukraine đã tham gia vào các buổi lễ tôn giáo giữa Đức Giáo hoàng Gioan Phaolô II và Tổng thống Liên Xô Gorbachev. Vào ngày 28 tháng 11 năm 1989, Hội đồng tôn giáo SSR của Ucraina ban hành nghị định cho phép các hội thánh Công giáo Ucraina đăng ký làm tổ chức pháp lý. Nghị định này được công bố vào ngày 1 tháng 12, trùng với một cuộc họp tại Vatican giữa giáo hoàng và tổng thống Liên Xô.
Vào ngày 10 tháng 12 năm 1989, sự chấp hành chính thức đầu tiên của Ngày Nhân quyền Quốc tế được tổ chức tại Lviv. Vào ngày 17 tháng 12, khoảng 30.000 người đã tham dự một cuộc họp công cộng được tổ chức tại Kiev bởi Rukh để tưởng nhớ người đoạt giải Nobel Andrei Sakharov, người đã chết vào ngày 14 tháng 12. Vào ngày 26 tháng 12, Liên Xô tối cao của Ucraina SSR đã thông qua một đạo luật chỉ định Giáng sinh, Phục sinh và Ngày lễ chính thức của Chúa Ba Ngôi.
Vào tháng 5 năm 1989, một người bất đồng chính kiến Liên Xô, Mustafa Dzhemilev, được bầu làm lãnh đạo Phong trào Quốc gia Crimean Tatar mới thành lập. Ông cũng lãnh đạo chiến dịch đòi trả lại vùng Crimean cho người Tatars ở Crimea sau 45 năm dân tộc này sống ở vùng đất khác.

#### Belarus: Kurapaty

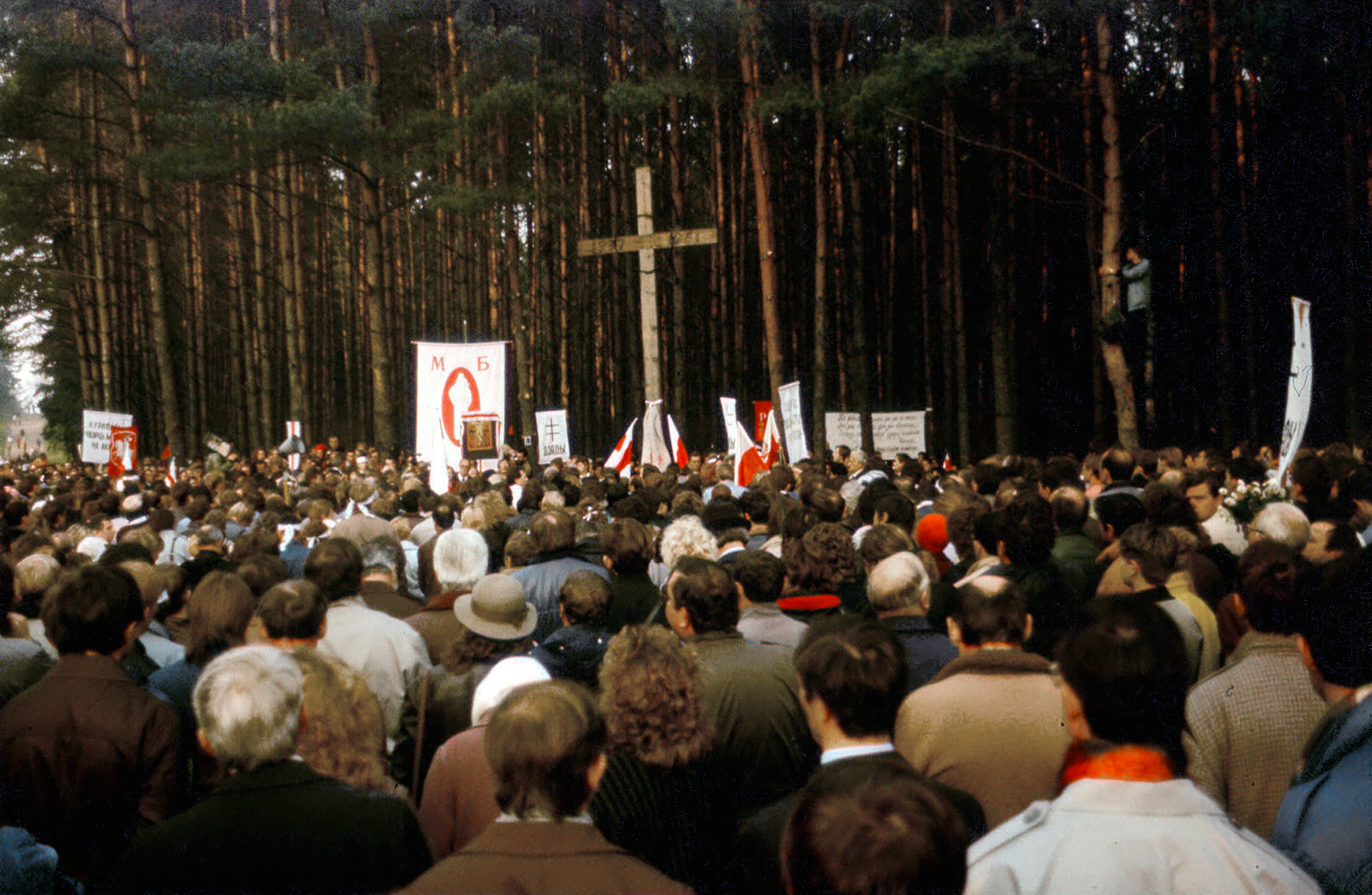
Lễ Tưởng niệm các nạn nhân bị cảnh sát Liên Xô thảm sát tại Kurapaty, Byelorussia, 1989

Vào ngày 24 tháng 1 năm 1989, chính quyền Xô viết ở Byelorussia đã đồng ý với yêu cầu của phe đối lập dân chủ để xây dựng một tượng đài cho hàng ngàn người bị cảnh sát Liên Xô thời Stalin thảm sát, bắn vào rừng Kuropaty gần Minsk vào những năm 1930.
Vào ngày 30 tháng 9 năm 1989, hàng ngàn người Byelorussians, tố cáo các nhà lãnh đạo địa phương, hành quân qua Minsk để yêu cầu dọn dẹp thêm vụ thảm họa hạt nhân Chernobyl năm 1986 tại Ukraine. Có tới 15.000 người biểu tình đeo băng tay mang biểu tượng phóng xạ và mang lá cờ quốc gia màu đỏ và trắng bị cấm trong cơn mưa xối xả trong sự bất chấp lệnh cấm của chính quyền địa phương. Sau đó, họ tập trung ở trung tâm thành phố gần trụ sở chính phủ, người biểu tình yêu cầu Yefrem Sokolov từ chức (lãnh đạo Đảng Cộng sản của đảng Cộng hòa), và kêu gọi di tản nửa triệu người dân từ các vùng bị ô nhiễm phóng xạ.

### Các nước cộng hòa Trung Á

#### Fergana, Uzbekistan
Hàng ngàn binh sỹ quân đội Liên Xô đã được gửi đến Thung lũng Fergana, phía đông nam thủ đô Tashkent của Uzbekistan, để tái lập trật tự sau khi nổ ra các cuộc đụng độ giữa các sắc tộc, trong đó dân Uzbeks địa phương đã săn lùng các thành viên của dân tộc thiểu số Meskhetian trong vài ngày bạo loạn từ ngày 4-11 tháng 6 năm 1989; khoảng 100 người đã thiệt mạng. Vào ngày 23 tháng 6 năm 1989, Gorbachev đã bãi nhiệm Rafiq Nishonov là Bí thư thứ nhất của Đảng Cộng sản Uzbek SSR và thay thế ông bằng Karimov, người đã tiếp tục lãnh đạo Uzbekistan như một nước Cộng hòa Xô viết và sau này trở thành là một quốc gia độc lập.

#### Zhanaozen, Kazakhstan

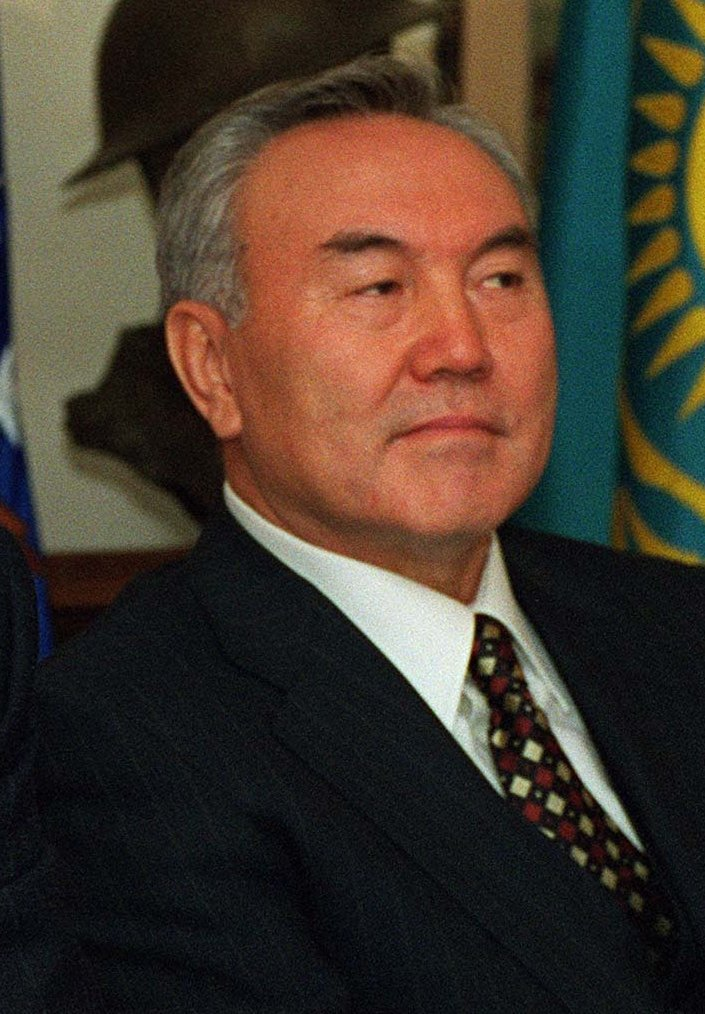
Nursultan Nazarbayev trở thành lãnh đạo của Kazakh SSR năm 1989 và sau đó dẫn Kazakhstan đến độc lập.

Tại Kazakhstan ngày 19 tháng 6 năm 1989, giới thanh niên mang súng, bom xăng, thanh sắt và đá nổi loạn ở Zhanaozen, làm một vài người thiệt mạng. Các thanh niên đã cố gắng chiếm một đồn cảnh sát và một trạm cấp nước. Họ lấy đi các phương tiện giao thông công cộng và đóng cửa các cửa hàng và các khu công nghiệp. Đến ngày 25 tháng 6, cuộc nổi loạn đã lan rộng đến năm thị trấn khác gần biển Caspian. Một đám đông khoảng 150 người trang bị gậy, đá và que kim loại tấn công đồn cảnh sát ở Mangishlak, từ Zhanaozen khoảng 90 dặm, trước khi họ bị giải tán bởi quân đội chính phủ bằng máy bay trực thăng. Những kẻ côn đồ điên cuồng tấn công Yeraliev, Shepke, Fort-Shevchenko và Kulsary, nơi họ đổ chất lỏng dễ cháy trên xe lửa nhà ở tạm thời công nhân và cho đốt cháy.
Vào ngày 22 tháng 6 năm 1989, Gorbachev đã bãi nhiệm Gennady Kolbin (người dân tộc Nga được bổ nhiệm gây ra bạo loạn vào tháng 12 năm 1986) với tư cách là Bí thư thứ nhất của Đảng Cộng sản Kazakhstan vì đã xử lý kém các sự kiện tháng 6 và thay thế ông bằng Nursultan Nazarbayev. người đã tiếp tục lãnh đạo Kazakhstan như một nước Cộng hòa Xô viết và sau này trở thành là một quốc gia độc lập.

## Năm 1990

### Moscow mất 6 nước cộng hòa tự trị
Vào ngày 7 tháng 2 năm 1990, Ủy ban Trung ương của Đảng cộng sản Liên Xô chấp nhận đề nghị của Gorbachev rằng đảng từ bỏ độc quyền về quyền lực chính trị. Năm 1990, tất cả mười năm nước cộng hòa thành viên của Liên Xô đã tổ chức cuộc bầu cử cạnh tranh đầu tiên, với các nhà cải cách và dân tộc thiểu số giành được nhiều ghế. Đảng cộng sản Liên Xô đã thua cuộc bầu cử ở sáu nước cộng hòa tự trị:
- Ở Litva, đến Sąjūdis, vào ngày 24 tháng 2 (bầu cử vào ngày 4 tháng 3, 7, 8 và 10).
- Ở Moldova, đến Mặt trận Nhân dân của Moldova, vào ngày 25 tháng Hai.
- Ở Estonia, đến Mặt trận Nhân dân Estonia, vào ngày 18 tháng Ba.
- Ở Latvia, đến Mặt trận Nhân dân Latvia, vào ngày 18 tháng 3 (cuộc bầu cử diễn ra vào ngày 25 tháng 3, ngày 1 tháng 4 và ngày 29 tháng 4).
- Ở Armenia, đến Phong trào Quốc gia Pan-Armenian, vào ngày 20 tháng 5 (các cuộc bầu cử kéo dài ngày 3 tháng 6 và 15 tháng 7).
- Ở Gruzia, đến Bàn Tròn - Tự do Gruzia, vào ngày 28 tháng 10 (cuộc bầu cử hoàn toàn vào ngày 11 tháng 11).

Các nước cộng hòa cấu thành bắt đầu tuyên bố chủ quyền quốc gia của họ và bắt đầu một "cuộc chiến pháp luật" với chính quyền trung ương Moscow; họ bác bỏ luật pháp toàn công đoàn mâu thuẫn với luật pháp địa phương, khẳng định quyền kiểm soát đối với nền kinh tế địa phương và từ chối trả thuế. Tổng thống Landsbergis của Litva cũng đã miễn trừ những người Litva khỏi bị bắt giữ trong các lực lượng vũ trang của Liên Xô. Cuộc xung đột này đã gây ra sự xáo trộn kinh tế khi các đường cung cấp bị gián đoạn và khiến nền kinh tế Liên Xô suy giảm trầm trọng.

### Sự cạnh tranh giữa Liên Xô và CHXHCN Xô viết Liên bang Nga
Ngày 4 tháng 3 năm 1990, Cộng hòa Xã hội chủ nghĩa Xô viết Liên bang Nga (RSFSR) đã tổ chức bầu cử tương đối tự do cho Đại hội đại biểu nhân dân Nga. Boris Yeltsin được bầu, đại diện cho Sverdlovsk, chiếm 72% số phiếu. Ngày 29 tháng 5 năm 1990, Yeltsin được bầu làm Chủ tịch Liên Xô Tối cao của CHXHCN Xô viết Liên bang Nga, mặc dù thực tế là Gorbachev đã yêu cầu các đại biểu Nga không bỏ phiếu cho ông.
Yeltsin được hỗ trợ bởi các thành viên dân chủ và bảo thủ của Liên Xô tối cao, những người tìm kiếm quyền lực trong tình hình chính trị đang phát triển. Một cuộc đấu tranh quyền lực mới xuất hiện giữa RSFSR và Liên Xô. Vào ngày 12 tháng 6 năm 1990, Đại hội đại biểu nhân dân của RSFSR đã thông qua một tuyên bố chủ quyền. Ngày 12 tháng 7 năm 1990, Yeltsin từ chức khỏi Đảng Cộng sản trong một bài phát biểu đầy kịch tính tại Đại hội lần thứ 28.

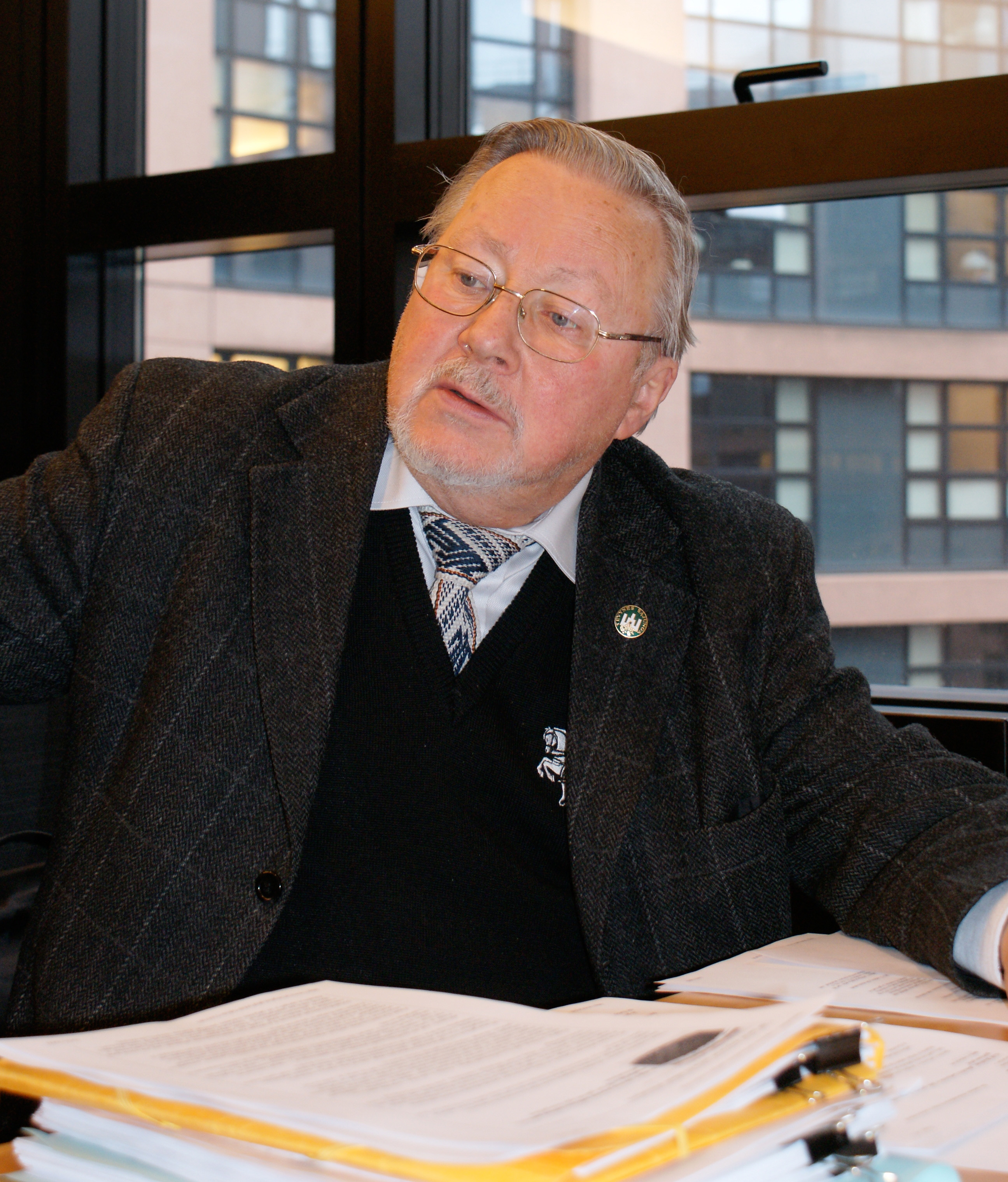
Vytautas Landsbergis của Litva

### Cộng hòa Baltic

#### Litva
Chuyến thăm của Gorbachev tới thủ đô Vilnius của Litva vào ngày 11-13 tháng 1 năm 1990, đã kích động một cuộc biểu tình ủng hộ độc lập với khoảng 250.000 người tham dự.

Vào ngày 11 tháng 3, quốc hội mới được bầu của SSR Litva đã bầu Vytautas Landsbergis, lãnh đạo của Sąjūdis, làm chủ tịch và tuyên bố Đạo luật Tái thiết lập Nhà nước Litva, khiến Litva trở thành Cộng hòa Liên Xô đầu tiên tách khỏi Liên Xô. Moscow phản ứng với một cuộc phong tỏa kinh tế, giữ cho quân đội ở Litva để "đảm bảo quyền của người dân tộc Nga".

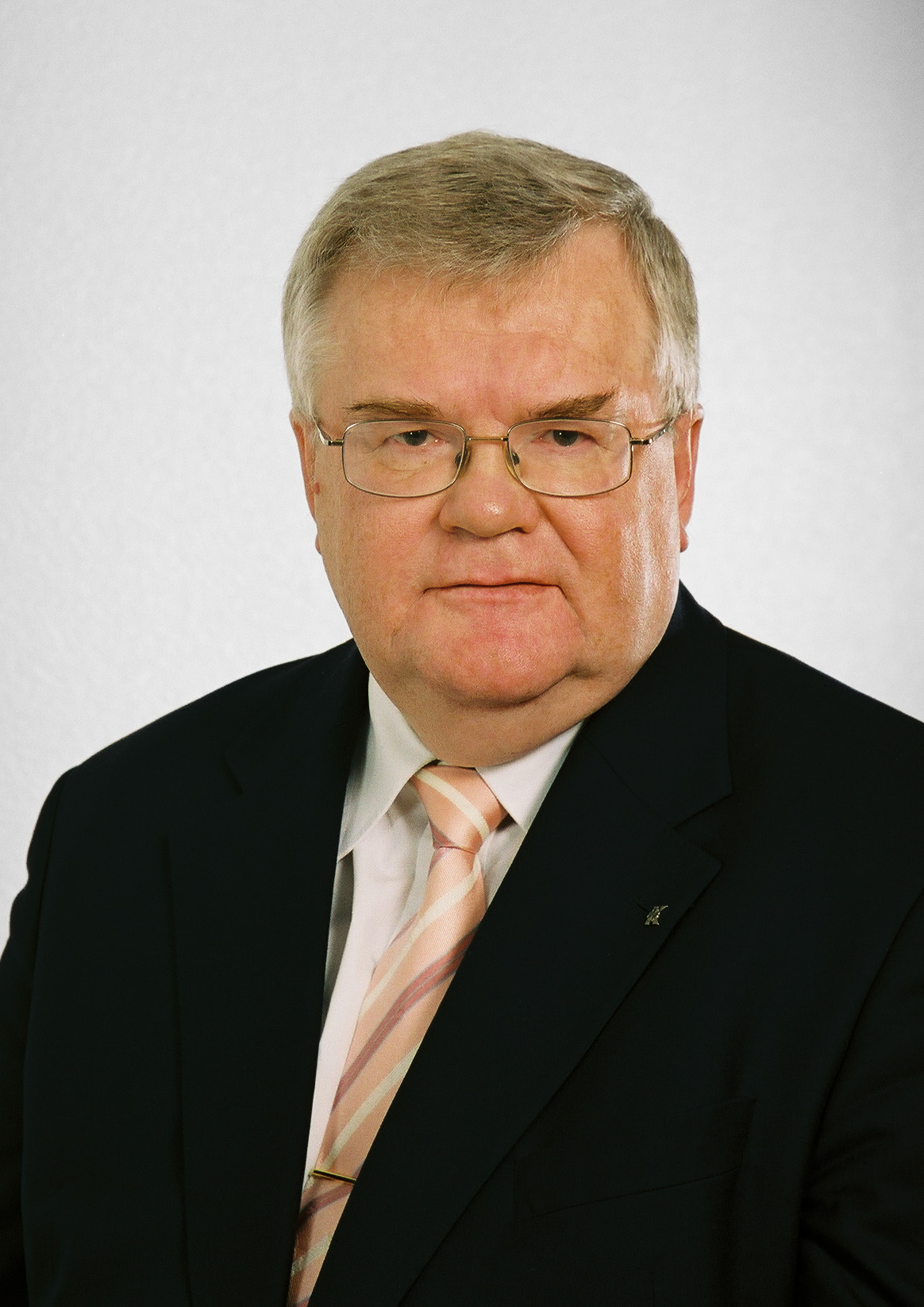
Edgar Savisaar của Estonia

#### Estonia
Vào ngày 25 tháng 3 năm 1990, Đảng Cộng sản Estonia đã bỏ phiếu để tách khỏi Đảng cộng sản Liên Xô sau sáu tháng chuyển đổi.
Ngày 30 tháng 3 năm 1990, Hội đồng tối cao Estonia tuyên bố sự chiếm đóng của Liên Xô từ Estonia kể từ khi Thế chiến thứ hai trở thành bất hợp pháp và bắt đầu tái lập Estonia như một quốc gia độc lập.
Ngày 3 tháng 4 năm 1990, Edgar Savisaar thuộc Mặt trận Nhân Dân của Estonia được bầu làm Chủ tịch Hội đồng Bộ trưởng (tương đương với Thủ tướng).

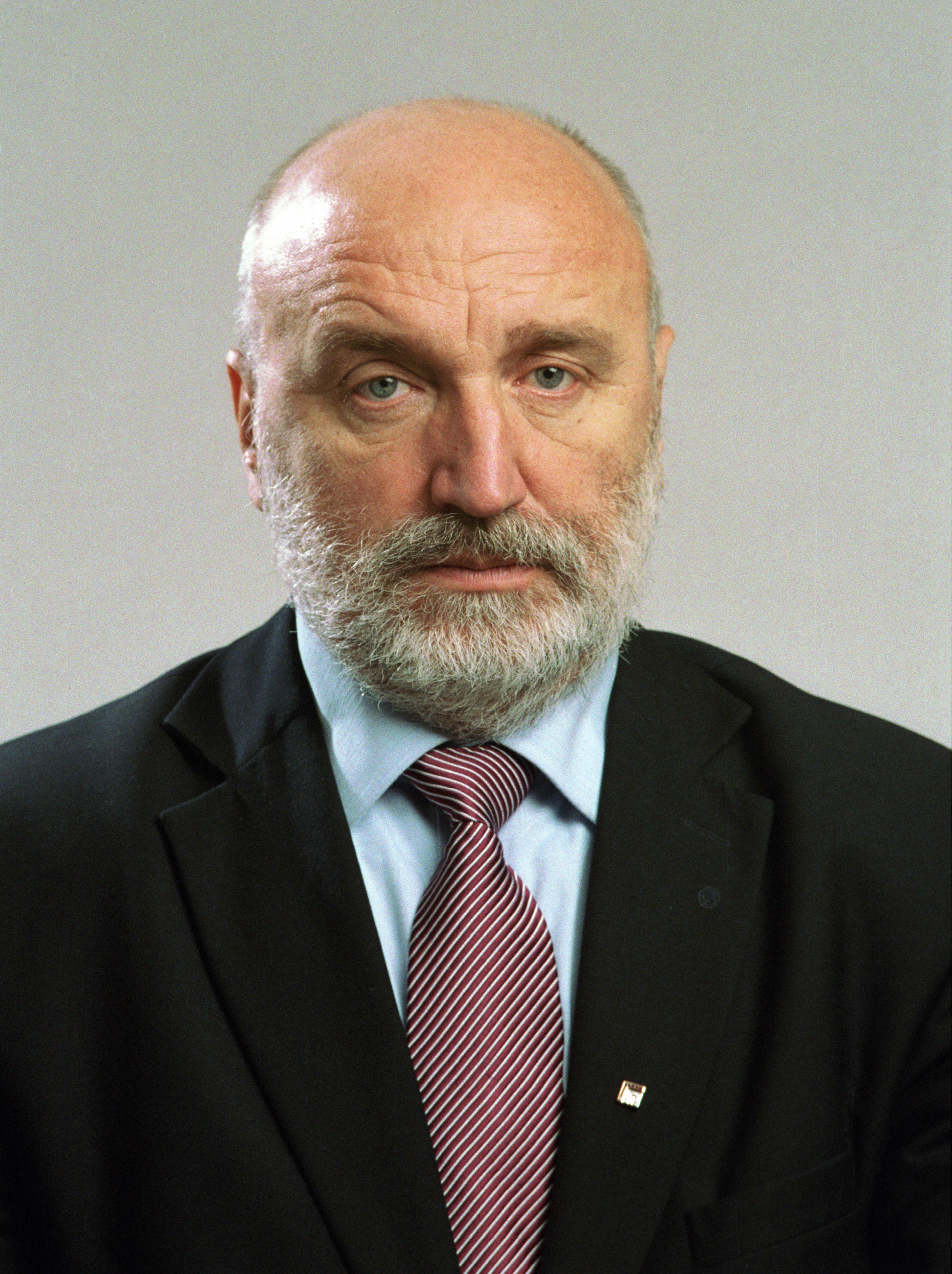
Ivars Godmanis của Latvia

#### Latvia
Latvia tuyên bố khôi phục độc lập vào ngày 4 tháng 5 năm 1990, với tuyên bố quy định giai đoạn chuyển tiếp để hoàn thành độc lập. Tuyên bố nói rằng mặc dù Latvia đã thực sự mất độc lập trong Thế chiến II, đất nước này vẫn còn là một quốc gia có chủ quyền vì việc sáp nhập đã vi phạm và chống lại ý chí của người Latvia. Tuyên bố cũng tuyên bố rằng Latvia sẽ căn cứ mối quan hệ của mình với Liên Xô trên cơ sở Hiệp ước Hòa bình Latvia - Xô viết năm 1920, trong đó Liên Xô công nhận nền độc lập của Latvia là bất khả xâm phạm "cho mọi thời đại trong tương lai". Ngày 4 tháng 5 giờ là ngày lễ quốc gia ở Latvia.
Ngày 7 tháng 5 năm 1990, Ivars Godmanis của Mặt trận Nhân Dân Latvia được bầu làm Chủ tịch Hội đồng Bộ trưởng (tương đương với Thủ tướng Latvia).

### Caucasus

#### Tháng một đen của Azerbaijan
Trong tuần đầu tiên của tháng 1 năm 1990, ở vùng ngoại ô Azerbaijan của Nakhchivan, Mặt trận Nhân Dân dẫn đầu đám đông trong bão và phá hủy các hàng rào biên giới và tháp canh dọc theo biên giới với Iran, và hàng ngàn người Xô viết Azerbaijan vượt qua biên giới để gặp người anh em họ hàng của họ ở Iran ở Azerbaijan. đây là lần đầu tiên Liên Xô mất quyền kiểm soát biên giới bên ngoài.

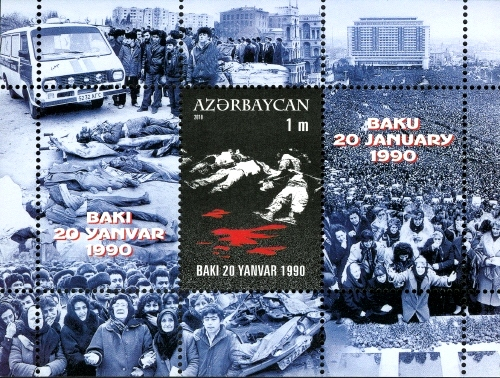
Tem Azerbaijan với hình ảnh của tháng một đen

Căng thẳng dân tộc đã leo thang giữa người Armenia và Azerbaijan vào mùa xuân và mùa hè năm 1988. Vào ngày 9 tháng 1 năm 1990, sau khi quốc hội Armenia bỏ phiếu bao gồm Nagorno-Karabakh trong phạm vi ngân sách của mình, cuộc chiến mới đã nổ ra, các con tin bị bắt và bốn lính Liên Xô bị giết. Vào ngày 11 tháng 1, các nhóm người của Mặt trận Nhân dân xông vào các tòa nhà bên và phá hủy các trụ sở của Đảng cộng sản ở thị trấn phía nam của Lenkoran. Gorbachev quyết tâm giành lại quyền kiểm soát Azerbaijan; các sự kiện xảy ra sau đó được gọi là "Black January". Cuối ngày 19 tháng 1 năm 1990, sau khi cho vô hiệu hóa đài truyền hình trung ương và cắt các đường dây điện thoại và radio, 26.000 quân Liên Xô tiến vào thủ đô của Azerbaijan, phá vỡ hàng rào, tấn công người biểu tình và giải tán những đám đông vào đêm đó và trong các cuộc đối đầu tiếp theo (kéo dài cho đến tháng Hai), hơn 130 người đã chết trong các vụ đụng độ, phần lớn trong số này là dân thường. Hơn 700 thường dân bị thương, hàng trăm người đã bị giam giữ vì tội tổ chức bạo loạn, nhưng chỉ có một vài người đã thực sự bị cáo buộc phạm tội hình sự.
Bộ trưởng Quốc phòng Liên Xô Dmitry Yazov tuyên bố rằng việc sử dụng vũ lực ở Baku nhằm ngăn chặn sự tiếp quản thực tế của chính phủ Azerbaijan bởi phe đối lập chống cộng, để ngăn chặn chiến thắng của họ trong các cuộc bầu cử tự do sắp tới (dự kiến tháng 3 năm 1990). như một lực lượng chính trị, và để đảm bảo rằng chính phủ của Đảng Cộng sản Azerbaijan vẫn nắm quyền lực. Đây là lần đầu tiên quân đội Liên Xô chiếm lấy một trong những thành phố của mình bằng vũ lực.
Quân đội Liên Xô đã giành quyền kiểm soát Baku, nhưng đến ngày 20 tháng 1 nó đã cơ bản bị mất Azerbaijan. Gần như toàn bộ dân cư của Baku tham gia tổ chức đám tang lễ của "liệt sĩ" được chôn cất trong Hẻm liệt sĩ. Hàng ngàn thành viên Đảng Cộng sản Azerbaijan đã công khai đốt thẻ đảng viên. Bí thư thứ nhất Vezirov bị bãi nhiệm về Moscow và Ayaz Mutalibov được bổ nhiệm làm người kế nhiệm của ông trong một cuộc bỏ phiếu tự do của các quan chức đảng. Người dân tộc Nga Viktor Polyanichko vẫn là thư ký thứ hai và là người quyền lực đứng thứ 2 ở Azerbaijan.
Theo sau sự tiếp quản cứng rắn, cuộc bầu cử ngày 30 tháng 9 năm 1990 (cuộc chạy đua vào ngày 14 tháng 10) được đặc trưng bởi sự đe dọa; một số ứng cử viên Mặt Trận Nhân dân đã bị bỏ tù, hai người đã bị sát hại, và việc bỏ phiếu bầu chưa được thực hiện, ngay cả khi có sự hiện diện của các quan sát viên phương Tây. Kết quả bầu cử phản ánh môi trường đe dọa; trong số 350 thành viên, 280 người là đảng viên Đảng Cộng sản Azerbaijan, chỉ có 45 ứng cử viên đối lập từ Mặt trận Nhân dân và các nhóm phi cộng sản khác, những người cùng nhau thành lập một "Khối Dân chủ" ("Dembloc"). Vào tháng 5 năm 1990, Mutalibov được bầu làm Chủ tịch Liên Xô tối cao của Azerbaijan.

### Cộng hòa phương Tây

#### Ukraina

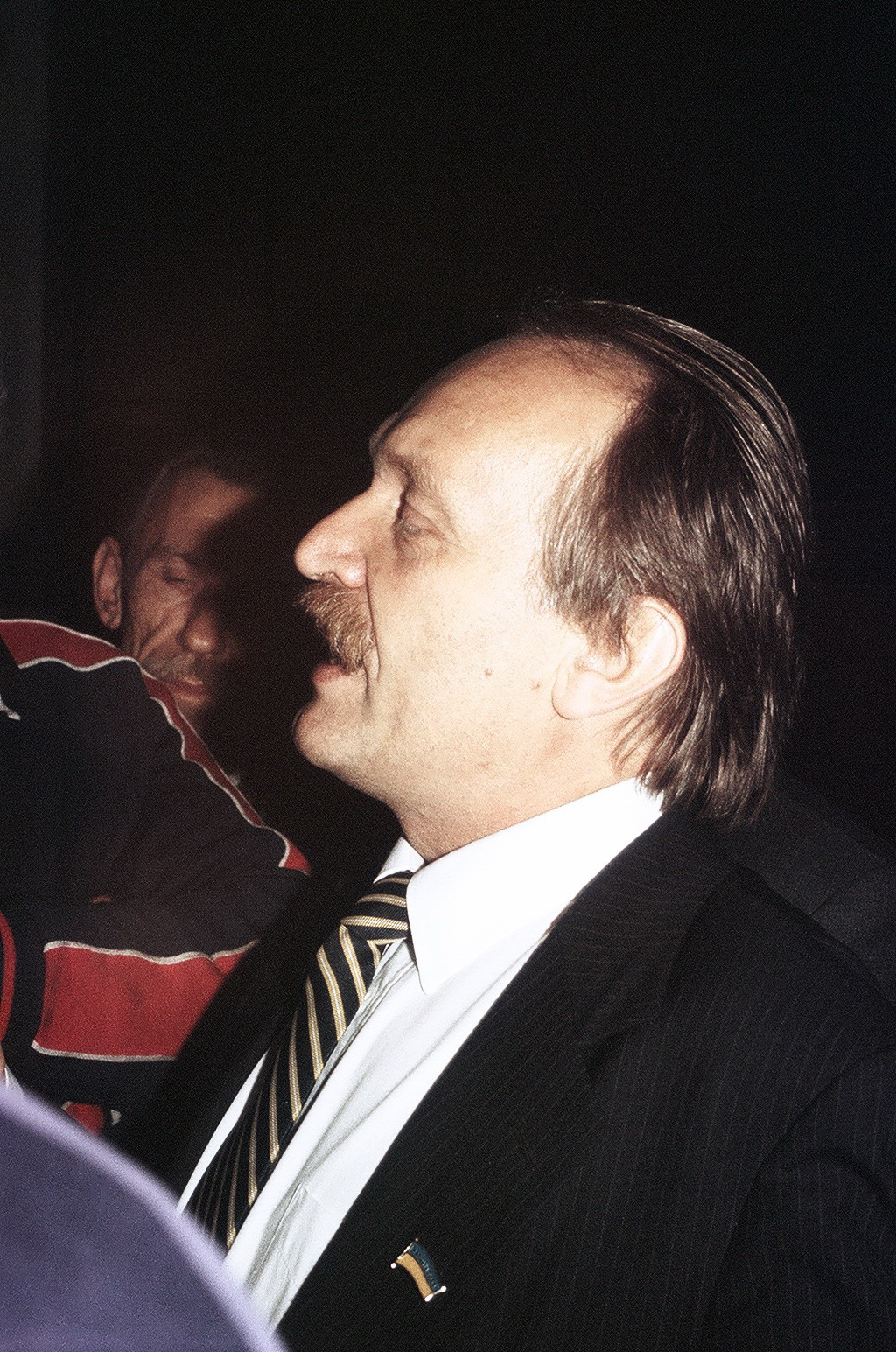
Viacheslav Chornovil, một nhà bất đồng chính kiến nổi tiếng người Ukraine và là nhân vật chính của Rukh.

Vào ngày 21 tháng 1 năm 1990, Rukh tổ chức một chuỗi biểu tình dài 300 dặm (480 km) giữa Kiev, Lviv và Ivano-Frankivsk. Hàng trăm ngàn người đã chung tay để tuyên bố độc lập của Ucraina vào năm 1918 và thống nhất đất nước Ucraina một năm sau đó (Đạo luật Thống nhất 1919). Vào ngày 23 tháng 1 năm 1990, Giáo hội Công giáo Hy Lạp Ucraina đã tổ chức hội nghị đầu tiên kể từ khi được Liên Xô thanh lý năm 1946 (một hành động mà tập hợp tuyên bố không hợp lệ). Ngày 9 tháng 2 năm 1990, Bộ Tư pháp Ucraina chính thức đăng ký Rukh. Tuy nhiên, việc đăng ký đã quá muộn để Rukh có thể đứng ra tranh cử cho quốc hội và bầu cử địa phương vào ngày 4 tháng 3. Tại cuộc bầu cử năm 1990 của đại biểu nhân dân cho Hội đồng tối cao (Verkhovna Rada), các ứng cử viên từ Khối Dân chủ giành chiến thắng lở đất ở miền tây Ucraina oblasts. Phần lớn các ghế phải tổ chức các cuộc bầu cử chạy trốn. Vào ngày 18 tháng 3, các ứng cử viên đảng Dân chủ đã ghi thêm chiến thắng trong các trận đấu. Khối Dân chủ đã giành được khoảng 90 trong số 450 ghế trong quốc hội mới.
Vào ngày 6 tháng 4 năm 1990, Hội đồng thành phố Lviv đã bỏ phiếu trở lại Nhà thờ St. George đến Nhà thờ Công giáo Hy Lạp Ucraina. Giáo hội Chính thống Nga từ chối vật phẩm. Vào ngày 29-30 tháng 4 năm 1990, Liên đoàn Helsinki Ucraina tan rã để thành lập Đảng Cộng hòa Ucraina. Vào ngày 15 tháng 5, quốc hội mới triệu tập. Khối cộng sản bảo thủ nắm giữ 239 chỗ ngồi; Khối Dân chủ, đã phát triển thành Hội đồng Quốc gia, có 125 đại biểu. Vào ngày 4 tháng 6 năm 1990, hai ứng viên vẫn còn trong cuộc đua kéo dài cho ghế quốc hội. Lãnh đạo Đảng Cộng sản Ukraine (CPU), Volodymyr Ivashko, được bầu với 60% phiếu bầu vì hơn 100 đại biểu đối lập đã tẩy chay cuộc bầu cử. Vào ngày 5-6 tháng 6 năm 1990, Metropolitan Mstyslav của Giáo hội Chính thống Ucraina có trụ sở tại Hoa Kỳ đã được bầu làm tộc trưởng của Giáo hội Chính thống Giáo hội Tự trị Ucraina (UAOC) trong hội đồng đầu tiên của Giáo hội. UAOC tuyên bố độc lập hoàn toàn của mình từ Quốc hội Moscow của Giáo hội Chính thống Nga, mà vào tháng Ba đã trao quyền tự trị cho nhà thờ Chính thống giáo Ukraina do Thủ tướng Filaret đứng đầu.

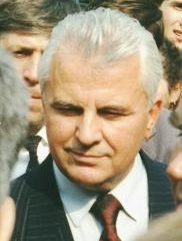
Leonid Kravchuk trở thành nhà lãnh đạo của Ukraine vào năm 1990.

Vào ngày 22 tháng 6 năm 1990, Volodymyr Ivashko rút đơn xin lãnh đạo Đảng Cộng sản Ukraine theo quan điểm mới của ông tại quốc hội. Stanislav Hurenko được bầu làm thư ký đầu tiên của CPU. Vào ngày 11 tháng 7, Ivashko đã từ chức vị chủ tịch Quốc hội Ucraina sau khi được bầu làm Tổng thư ký Đảng Cộng sản Liên Xô. Quốc hội chấp nhận sự từ chức một tuần sau đó, vào ngày 18 tháng 7. Vào ngày 16 tháng 7, Quốc hội đã áp đảo Tuyên bố về chủ quyền nhà nước của Ukraine - với một phiếu ủng hộ 355 và bốn người chống lại. Các đại biểu của nhân dân đã bỏ phiếu 339-5 để công bố ngày 16 tháng 7 một kỳ nghỉ quốc gia Ucraina.
Ngày 23 tháng 7 năm 1990, Leonid Kravchuk được bầu để thay thế Ivashko làm chủ tịch quốc hội. Vào ngày 30 tháng 7, Quốc hội đã thông qua một nghị quyết về dịch vụ quân sự ra lệnh cho binh sĩ Ukraina "trong các khu vực xung đột quốc gia như Armenia và Azerbaijan" để trở về lãnh thổ Ucraina. Vào ngày 1 tháng 8, Quốc hội đã bỏ phiếu áp đảo để đóng cửa Nhà máy điện hạt nhân Chernobyl. Vào ngày 3 tháng 8, nó đã thông qua một đạo luật về chủ quyền kinh tế của nước cộng hòa Ucraina. Vào ngày 19 tháng 8, phụng vụ Công giáo Ucraina đầu tiên trong 44 năm đã được tổ chức tại Nhà thờ St. George. Vào ngày 5–7 tháng 9, Hội thảo quốc tế về nạn đói lớn năm 1932–1933 được tổ chức tại Kiev. Vào ngày 8 tháng 9, cuộc biểu tình "Thanh niên vì Chúa Kitô" đầu tiên kể từ năm 1933 đã diễn ra tại Lviv, với 40.000 người tham gia. Vào ngày 28-30 tháng 9, Đảng Xanh của Ukraine đã tổ chức Đại hội thành lập. Vào ngày 30 tháng 9, gần 100.000 người đã hành quân tại Kiev để phản đối hiệp ước công đoàn mới do Gorbachev đề xuất.
Vào ngày 1 tháng 10 năm 1990, quốc hội đã triệu tập lại giữa các cuộc biểu tình đại chúng kêu gọi sự từ chức của Kravchuk và của Thủ tướng Vitaliy Masol, một phần còn sót lại từ giai đoạn trước. Học sinh, sinh viên dựng lên một thành phố lều trên Quảng trường Cách mạng Tháng Mười, nơi họ tiếp tục cuộc biểu tình.
Vào ngày 17 tháng 10, Masol từ chức, và vào ngày 20 tháng 10, Thượng phụ Mstyslav I của Kiev và tất cả Ukraine đến Nhà thờ Saint Sophia, chấm dứt 46 năm bị trục xuất khỏi quê hương. Vào ngày 23 tháng 10 năm 1990, Quốc hội đã bỏ phiếu để xóa Điều 6 Hiến pháp Ucraina, được gọi là "vai trò lãnh đạo" của Đảng Cộng sản.
Vào ngày 25–28 tháng 10 năm 1990, Rukh đã tổ chức Đại hội lần thứ hai và tuyên bố rằng mục tiêu chính của nó là "đổi mới tình trạng độc lập cho Ukraine". Ngày 28 tháng 10 UAOC trung thành, được hỗ trợ bởi người Công giáo Ucraina, đã chứng tỏ gần Nhà thờ St. Sophia là Giáo hội Chính thống Nga mới được bầu Aleksei và Metropolitan Filaret tổ chức phụng vụ tại đền thờ. Vào ngày 1 tháng 11, các nhà lãnh đạo của Giáo hội Công giáo Hy Lạp Ucraina và Giáo hội Chính thống Giáo hội người Ukraina, tương ứng, Metropolitan Volodymyr Sterniuk và Patriarch Mstyslav, đã gặp nhau tại Lviv trong lễ kỷ niệm năm 1918 tuyên bố Cộng hòa Dân tộc Tây Ucraina.
Vào ngày 18 tháng 11 năm 1990, Giáo hội Chính thống đã lên ngôi Mstyslav với tư cách là Tổ trưởng của Kiev và tất cả Ukraine trong các buổi lễ tại Nhà thờ Saint Sophia. Cũng vào ngày 18 tháng 11, Canada thông báo rằng tổng lãnh sự của nó tới Kiev sẽ là Nestor Gayowsky người Ukraina-Canada. Vào ngày 19 tháng 11, Hoa Kỳ tuyên bố rằng lãnh sự của nó đối với Kiev sẽ là người Mỹ gốc Ukraina John Stepanchuk. Ngày 19 tháng 11, các chủ tịch của nghị viện Ukraina và Nga, tương ứng, Kravchuk và Yeltsin, đã ký một hiệp ước song phương kéo dài 10 năm. Đầu tháng 12 năm 1990, Đảng Cộng sản Dân chủ Tái sinh của Ukraine được thành lập; vào ngày 15 tháng 12, Đảng Dân chủ Ukraine được thành lập.

### Cộng hòa Trung Á

#### Tajikistan: cuộc bạo loạn Dushanbe

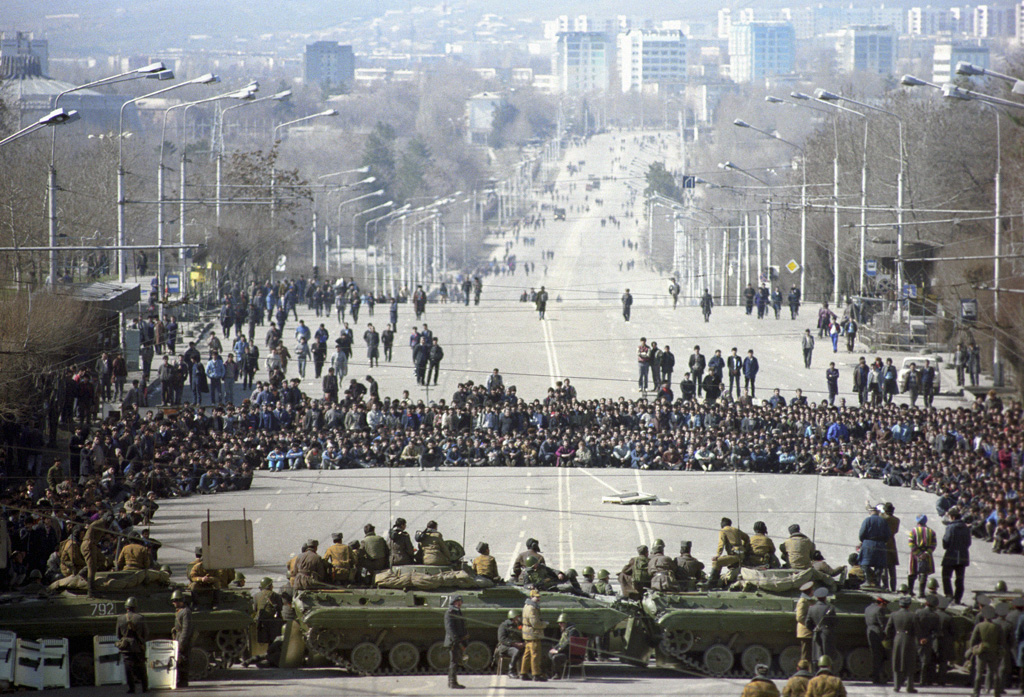
Những người biểu tình dân tộc Tajik bình phương chống lại quân đội Liên Xô ở Dushanbe.

Vào ngày 12-14 / 2/1990, các cuộc bạo động chống chính phủ diễn ra tại thủ đô của Tajikistan, Dushanbe, khi căng thẳng tăng lên giữa người dân tộc Tajik và người tị nạn Armenia, sau cuộc nổi loạn Sumgait và chống Armenia ở Azerbaijan năm 1988. Trong các cuộc bạo loạn, các cuộc biểu tình được tài trợ bởi phong trào dân tộc Rastokhez đã trở nên bạo lực. Cải cách kinh tế và chính trị tới múc cực đoan đã được yêu cầu bởi những người biểu tình, họ đốt phá các tòa nhà chính phủ; cửa hàng và các doanh nghiệp khác bị tấn công và cướp bóc. 26 người thiệt mạng và 565 người bị thương.

#### Kirghizia: Vụ thảm sát Osh
IVào tháng 6 năm 1990, thành phố Osh và các vùng lân cận đã trải qua những cuộc đụng độ đẫm máu do mâu thuẫn sắc tộc, giữa các nhóm dân tộc thiểu số Kirghiz, Osh Aymaghi và nhóm người theo chủ nghĩa dân tộc Uzbek Adolat trên vùng đất của một trang trại tập thể cũ. Có khoảng 1.200 thương vong, trong đó có hơn 300 người chết và 462 người bị thương nặng. Các cuộc bạo động đã nổ ra trong việc phân chia tài nguyên đất đai trong và xung quanh thành phố.

## Năm 1991

### Cuộc khủng hoảng ở Moscow
Ngày 14 tháng 1 năm 1991, Nikolai Ryzhkov từ chức Chủ tịch Hội đồng Bộ trưởng (Thủ tướng liên bang Xô Viết), người kế nhiệm là Valentin Pavlov tại trụ sở mới của thủ tướng chính phủ Liên bang Xô Viết.
Ngày 17 tháng 3 năm 1991, trong một cuộc trưng cầu ý dân rộng khắp toàn Liên bang, 76,4% cử tri bỏ phiếu đồng ý duy trì Liên bang Xô Viết với những cải tổ, cải cách mới. Cộng hòa Baltic, Armenia, Gruzia và Moldova muốn tẩy chay cuộc trưng cầu dân ý cùng với Checheno-Ingushetia (một nước cộng hòa tự trị thuộc Nga muốn giành độc lập và hiện tự xưng là Ichkeria). Trong 9 nước cộng hòa còn lại, đa số cử tri ủng hộ duy trì của Liên bang Xô Viết với những cải cách mới.

### Tổng thống Nga Boris Yeltsin

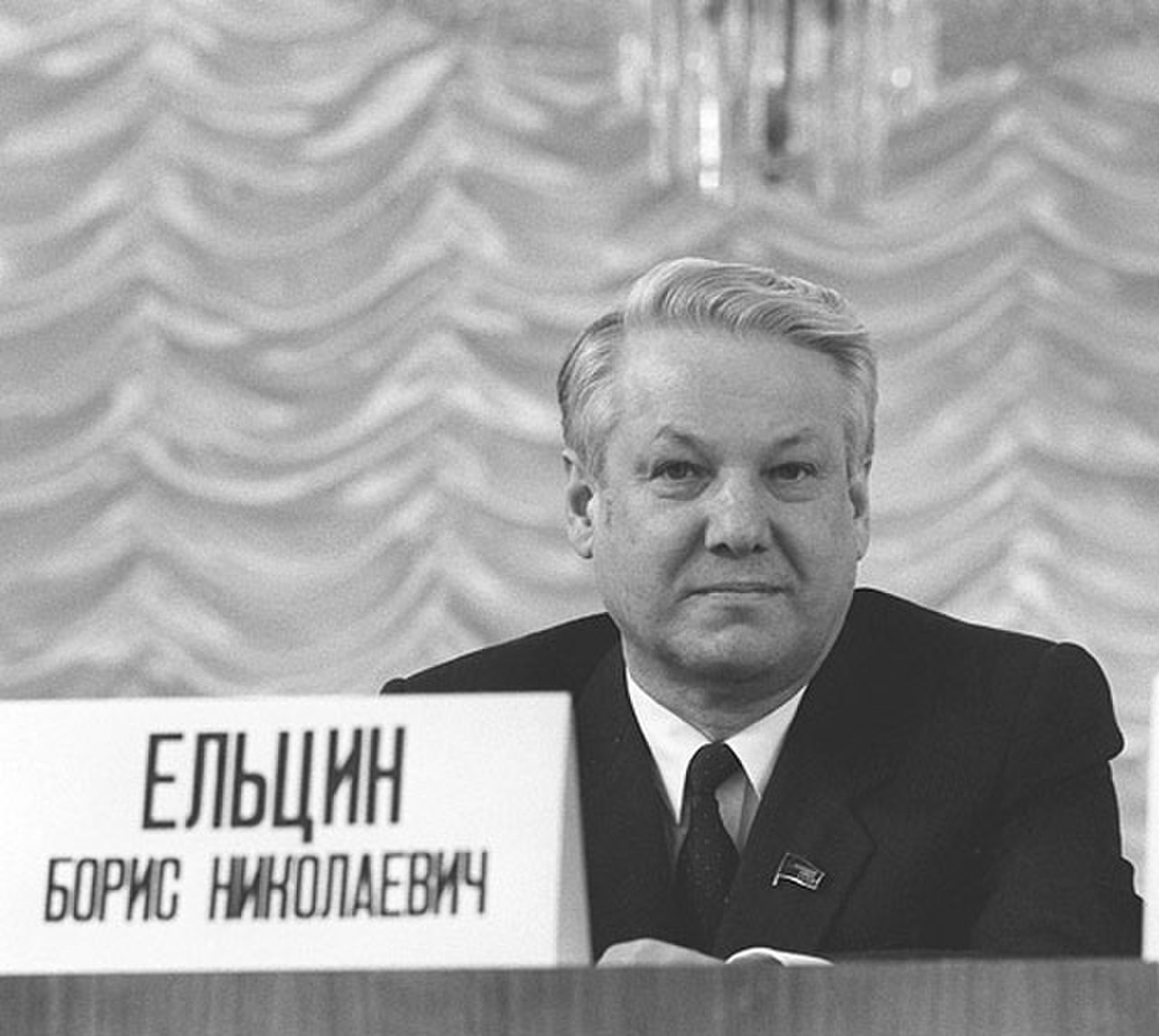
Boris Yeltsin, tổng thống đầu tiên của Cộng hòa Xô viết Nga

Ngày 12 Tháng 6 năm 1991, Boris Yeltsin giành được 57% số phiếu phổ thông trong cuộc bầu cử cho chiếc ghế tổng thống Nga, đánh bại ứng cử viên Gorbachev. Nikolai Ryzhkov, người đã giành 16% số phiếu bầu bị Yeltsin chỉ trích là "tên đầu sỏ của chế độ độc tài". Yeltsin không đưa ra hướng đi phát triển nền kinh tế thị trường mà thay vào đó, ông hứa rằng nếu trường hợp tăng giá xảy ra ông sẽ đặt đầu mình lên đường ray xe lửa. Yeltsin lên nắm quyền vào ngày 10 tháng 7.

### Các nước vùng Baltic

#### Litva

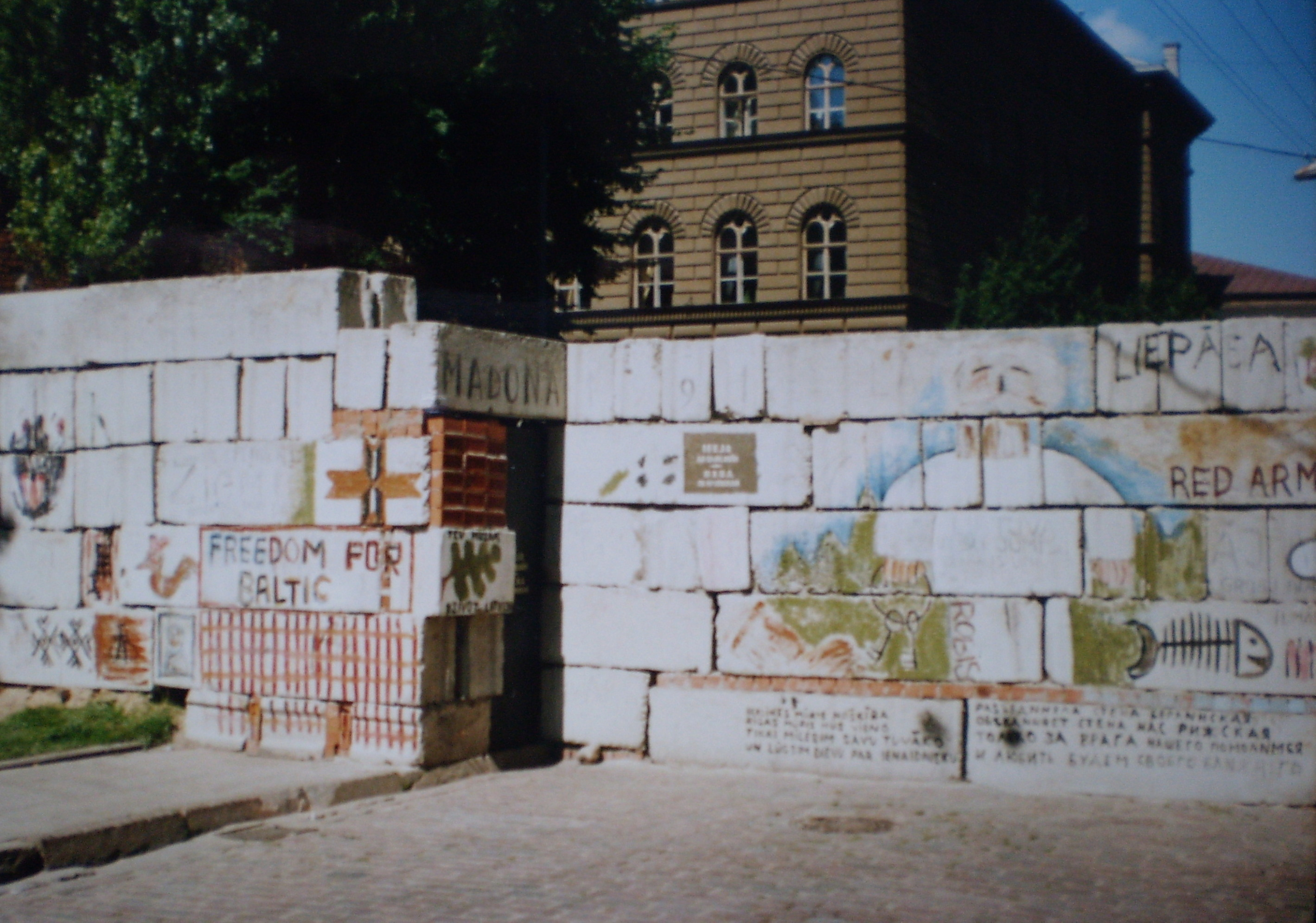
Các chướng ngại vật ở Riga để ngăn ngừa quân đội Xô Viết chiếm đóng quốc hội Latvia, tháng 7 năm 1991

Ngày 13 tháng 1 năm 1991, quân đội Xô Viết cùng với KGB, lực lượng đặc biệt Spetsnaz, lực lượng đặc nhiệm Alpha đột chiếm Tháp truyền hình Vilnius ở Litva để ngăn chặn các phương tiện truyền thông quốc gia. Nó đã kết thúc với cái chết của 14 dân thường không vũ trang và hàng trăm người bị thương. Vào đêm 31 tháng 7 năm 1991, lực lượng cảnh sát đặc biệt OMON từ Riga, lực lượng quân sự của Liên Xô ở vùng Baltic, tấn công các bốt biên giới Litva ở Medininkai và giết chết 7 quân nhân Litva. Sự kiện này tiếp tục suy yếu vị thế của Liên Xô trên bình diện quốc tế và trong nước.

#### Latvia
Các cuộc tấn công ở Litva làm cho người Latvia gia tăng phòng thủ, bằng cách lập chướng ngại vật để chận lối vào những tòa nhà và các cây cầu có chiến lược quan trọng ở Riga. Những cuộc đụng độ và ẩu đả với quân đội Xô Viết vào những ngày kế tiếp làm chết 6 người, 7 người bị thương, một người chết sau đó.

#### Estonia
Khi Estonia chính thức khôi phục lại độc lập trong cuộc đảo chính (xem bên dưới) trong tối ngày 20 tháng 8 năm 1991, lúc 11:03 theo giờ Tallinn, nhiều tình nguyện viên Estonia đã vây quanh tháp truyền hình Tallinn trong một nỗ lực cắt đứt các kênh thông tin liên lạc, sau đó họ bị quân đội Liên Xô bắt giữ những vẫn quyết tâm chống lại quân đội Liên Xô. Khi Edgar Savisaar đối đầu với quân đội Liên Xô trong mười phút, cuối cùng họ rút lui khỏi tháp truyền hình sau một cuộc kháng chiến thất bại chống lại người Estonia.

### Cuộc đảo chính tháng 8

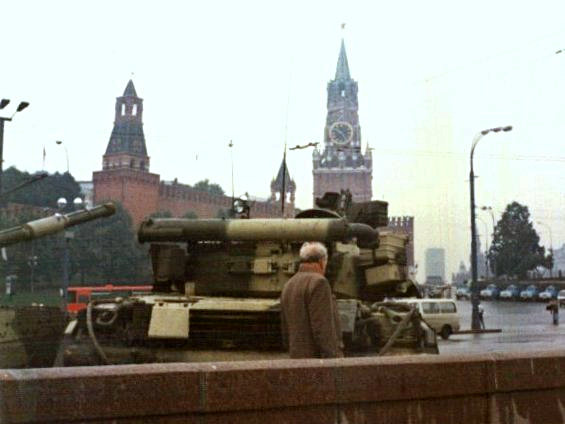
Xe tăng tại Công trường Đỏ trong cuộc đảo chính 1991

Đối mặt với phong trào ly khai, Gorbachev dự tính cải tổ cấu trúc Liên Xô thành một nước ít tập trung hơn. Vào ngày 20 tháng 8 năm 1991, Gorbachev và một nhóm các nhà lãnh đạo các nước cộng hòa dự định ký kết hiệp ước liên bang mới, sẽ biến đổi Liên Xô thành một nước liên bang của những nước Cộng hòa độc lập có chung một tổng thống, một chính sách đối ngoại và một quân đội chung. Nó được các nước Cộng hòa Trung Á ủng hộ, vì cần lợi điểm của một thị trường chung để trở nên thịnh vượng. Tuy nhiên, điều này có nghĩa là đảng Cộng sản Liên Xô sẽ chỉ kiểm soát kinh tế và đời sống xã hội trong một mức độ nào đó.
Những nhà cải cách càng "cấp tiến" ngày càng tin rằng việc chuyển đổi nhanh chóng sang nền kinh tế thị trường là cần thiết, ngay cả khi nó dẫn đến việc Liên Xô bị tan rã ra thành nhiều nước độc lập. Độc lập cũng là mong muốn của Tổng thống Nga Yeltsin, cũng như những người của chính quyền vùng và địa phương để thoát khỏi tầm kiểm soát của Moscow. Ngược lại, những người muốn bảo vệ tính toàn vẹn của nhà nước và lãnh thổ Liên Xô, những người Nga theo chủ nghĩa Dân tộc, vẫn nắm nhiều quyền lực trong đảng Cộng sản và trong quân đội, phản đối việc làm suy yếu nhà nước Xô viết và cơ cấu quyền lực tập trung của nước Xô viết.
Vào ngày 19 tháng 8 năm 1991, Khi Tổng thống Liên Xô Gorbachev đi nghỉ mát ở Krym. Gorbachev đã bị quản thúc tại gia và bị cắt đứt mọi kênh thông tin liên lạc. Phó tổng thống Gennady Yanayev, thủ tướng Valentin Pavlov, bộ trưởng quốc phòng Dmitry Yazov, giám đốc cơ quan mật vụ KGB Vladimir Kryuchkov đã ra tay hành động nhằm ngăn ngừa hiệp ước liên bang mới được ký kết. Các nhà lãnh đạo cuộc đảo chính đã ban hành một nghị định khẩn cấp đình chỉ hoạt động chính trị và cấm hầu hết các tờ báo.
Gennady Yanayev đã tuyên bố rằng do tình trạng sức khoẻ của tổng thống nên phó tổng thống sẽ thực hiện nhiệm vụ của tổng thống trên cơ sở điều 127, mục 7 của Hiến pháp Liên Xô. Đồng thời công bố danh sách "Uỷ ban Nhà nước về Tình trạng Khẩn cấp" gồm 8 người, ra lệnh áp dụng Tình trạng Khẩn cấp ở một số khu vực trong 6 tháng, xe bọc thép chiếm các vị trí quan trọng của Moskva. Các nhà đào chính mong muốn được sự ủng hộ rộng rãi của dân chúng, nhưng họ nhận ra rằng hầu hết dân chúng đều chống lại họ, đặc biệt là cuộc biểu tình công khai ở Moscow.
Tổng thống Nga Yeltsin lên án cuộc đảo chính và giành được nhiều sự ủng hộ của dân chúng. Ngày 20/8, hàng vạn người tụ tập để bảo vệ tòa nhà trắng (trụ sở Quốc hội Nga) và văn phòng của tổng thống Yeltsin, Các nhà đảo chính đã cố gắng bắt giữ Yeltsin nhưng đều thất bại. Một kế hoạch tấn công vào tòa nhà trụ sở quốc hội của nhóm Alpha, một trong số các lực lượng đặc nhiệm của KGB, bị hủy bỏ khi toàn bộ binh lính nhất trí từ chối tuân lệnh. Một đơn vị xe tăng rời bỏ hàng ngũ của chính phủ, đến bảo vệ quanh tòa nhà quốc hội, chĩa tháp pháo ra ngoài. Sau đó, Yeltsin đã đứng trên chiếc xe tăng và tập hợp đông đảo dân chúng chống lại cuộc đảo chính. biểu tình, bãi công ở nhiều nơi. Các nước Ukraina, Kazakhstan, Uzbekistan... tuyên bố không áp dụng tình trạng khẩn cấp. Giới chức Nga đòi giải thể "Uỷ ban Nhà nước về Tình trạng Khẩn cấp". Các nhà lãnh đạo cuộc đảo chính đã bỏ qua các chương trình phát sóng tin tức nước ngoài, rất nhiều người dẫn ở Moscow đã xem được mọi diễn biến trực tiếp trên kênh CNN. Ngay cả Gorbachev bị cô lập ngoài đảo cũng có thể theo dõi được kênh phát thanh của BBC trên một chiếc đài bán dẫn.
Sau 3 ngày, ngày 21 tháng 8 năm 1991, Đại đa số quân đội được gửi tới Moskva công khai đứng về phía những người phản kháng, ủng hộ Yeltsin, cuộc đảo chính thất bại. Các lãnh đạo đảo chính bị bắt giữ và Gorbachev (đang bị quản thúc tại gia ở ngôi nhà ở Krym) quay trở về Moskva dưới sự bảo vệ của các lực lượng trung thành với Yeltsin. Gorbachev được khôi phục chức tổng thống, mặc dù quyền lực của ông đã không còn.

### Liên Xô chính thức giải thể cuối năm 1991

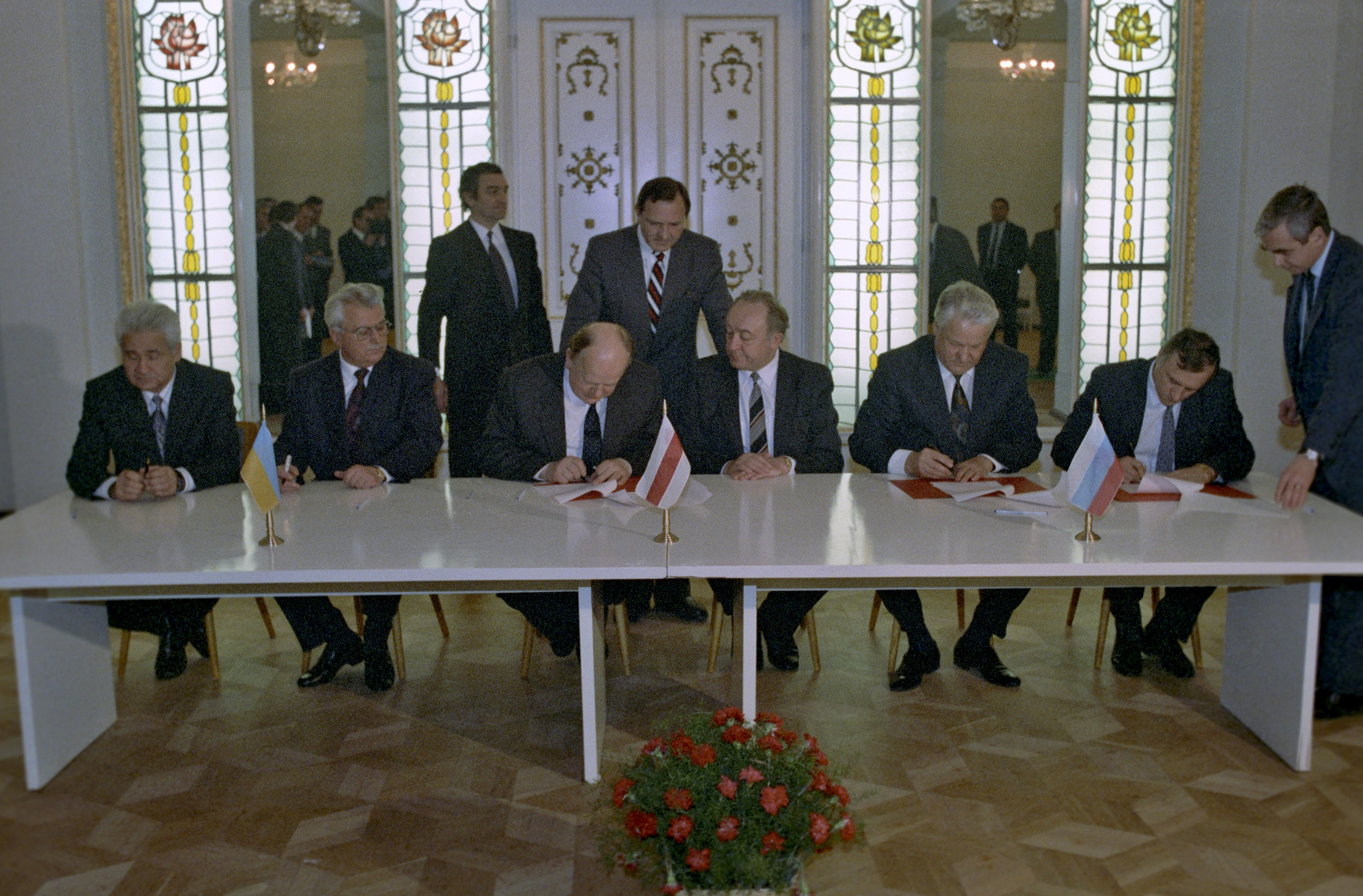
Lễ Ký kết thỏa thuận thành lập Cộng đồng các quốc gia độc lập (CIS), ngày 8 tháng 12 năm 1991.

Vào ngày 24 tháng 8 năm 1991, Gorbachev giải thể Ủy ban Chấp hành Trung ương, tuyên bố từ chức tổng bí thư Đảng Cộng sản Liên Xô và giải thể tất cả các đơn vị đảng trong chính phủ. Năm ngày sau, cơ quan lập pháp Xô Viết Tối cao Liên Xô quyết định đình chỉ hoạt động của Đảng Cộng sản Liên Xô trên toàn lãnh thổ Liên Xô, chấm dứt sự lãnh đạo của Đảng Cộng sản tại Liên Xô và giải thể lực lượng thống nhất còn lại duy nhất trong nước. Gorbachev thành lập Hội đồng Nhà nước Liên bang Xô viết ngày 5 tháng 9, để đưa ông và các quan chức tối cao của các nước cộng hòa còn lại thành một lãnh đạo tập thể, để có thể bổ nhiệm một thủ tướng của Liên Xô; nhưng nó đã không bao giờ hoạt động, mặc dù tân thủ tướng Liên Xô Ivan Silayev đã đăng bài thông qua Ủy ban về Quản lý hoạt động của nền kinh tế Liên Xô và Ủy ban Kinh tế Liên bang và cố gắng thành lập chính phủ trong lúc quyền lực bị suy giảm.
Liên Xô nhanh chóng bị tan rã trong quý cuối cùng của năm 1991. Giữa khoảng tháng 8 và tháng 12, 10 nước cộng hòa tuyên bố độc lập, phần lớn là e ngại một cuộc đảo chính khác xảy ra. Vào cuối tháng 9, Gorbachev không còn quyền lực gây ảnh hưởng đến các sự kiện bên ngoài Moscow nữa. Ông ta bị Yeltsin thách thức, Yeltsin đã bắt đầu tiếp quản những gì còn lại của chính phủ Liên Xô, kể cả điện Kremlin.
Vào ngày 17 tháng 9 năm 1991, các nghị quyết của Đại hội đồng số 46/4, 46/5 và 46/6 đã thừa nhận Estonia, Latvia và Litva gia nhập Liên hợp quốc, tuân theo các nghị quyết 709, 710 và 711 của Hội đồng Bảo an được thông qua vào ngày 12 tháng 9 mà không có phiếu bầu.
Vào ngày 7 tháng 11 năm 1991, hầu hết các tờ báo đều gọi đất nước hiện tại là "Liên Xô cũ".
Vòng cuối cùng của sự tan rã của Liên Xô bắt đầu với một cuộc trưng cầu dân Ukraina vào ngày 1 tháng 12 năm 1991, trong đó 90% cử tri đã lựa chọn độc lập. Sự ly khai của Ukraina, chỉ đứng thứ hai sau Nga về quyền lực kinh tế và chính trị, đã chấm dứt các nỗ lực của Gorbachev để giữ Liên Xô thống nhất ngay cả trên một quy mô hạn chế. Các nhà lãnh đạo của ba nước cộng hòa Slav chính, Nga, Ukraine và Belarus (trước đây là Byelorussia), đã đồng ý thảo luận về các lựa chọn thay thế có thể có cho liên hiệp công đoàn.
Vào ngày 8 tháng 12, các Tổng thống, nhà lãnh đạo Nga, Ukraine và Belarus đã bí mật gặp nhau tại Belavezhskaya Pushcha, phía tây Belarus, và ký Hiệp ước Belovezha, Thỏa thuận tuyên bố giải thể Liên Xô bởi các quốc gia sáng lập (tố cáo Hiệp ước về việc thành lập Liên Xô 1922) và tuyên bố thành lập Cộng đồng các Quốc gia Độc lập (CIS) như một hiệp hội linh động hơn để thay thế. Họ cũng mời các nước cộng hòa khác gia nhập CIS. Gorbachev gọi đó là một cuộc đảo chính vi phạm hiến pháp. Tuy nhiên, vào thời điểm này, không còn nghi ngờ gì nữa, như lời mở đầu của tên Hiệp ước, "Liên Xô đã bắt đầu bị xóa tên trên bản đồ quốc tế."
Vào ngày 12 tháng 12, Liên Xô Tối cao của Liên bang Nga chính thức phê chuẩn Hiệp ước Belovezha và từ bỏ Hiệp ước về việc thành lập Liên Xô 1922. Nó cũng nhắc lại các đại biểu Nga từ Liên Xô Tối cao của Liên Xô. Tính hợp pháp của hành động này là vấn đề, vì luật Liên Xô không cho phép một nước cộng hòa đơn phương triệu hồi các đại biểu của mình. Tuy nhiên, không ai ở Nga hoặc điện Kremlin phản đối. Bất kỳ sự phản đối nào từ sau này sẽ không có hiệu lực, vì chính phủ Xô Viết đã KHÔNG còn quyền lực từ trước tháng 12. Bề ngoài, Nga là nước cộng hòa lớn nhất đã chính thức ly khai. Nhưng rõ ràng, Người Nga đã nhận ra rằng không thể rút khỏi một quốc gia không còn tồn tại. Cuối ngày hôm đó, Gorbachev ám chỉ lần đầu tiên ông đang cân nhắc việc từ chức tổng thống Liên Xô.
Vào ngày 17 tháng 12 năm 1991, cùng với 28 quốc gia châu Âu, Liên minh châu Âu (sau đó được gọi là Cộng đồng châu Âu), và bốn quốc gia không thuộc châu Âu, ba nước Cộng hòa Baltic và chín trong mười hai nước cộng hòa Liên Xô còn lại đã ký Hiến chương Năng lượng Châu Âu trong Hague như các quốc gia độc lập có chủ quyền.

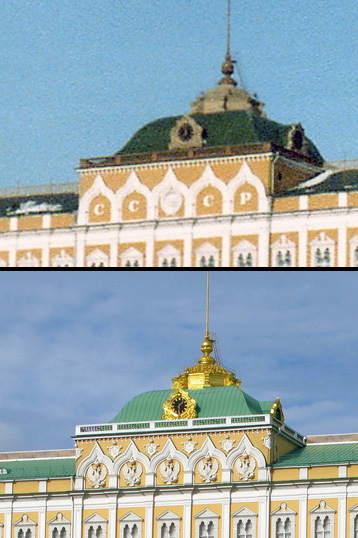
Năm đại bàng hai đầu người Nga (bên dưới) thay thế biểu tượng nhà nước cũ của Liên Xô và chữ "СССР" (ở trên) ở mặt tiền của Cung điện Kremlin Grand sau khi giải thể Liên Xô.

Nghi ngờ vẫn còn về việc liệu các hiệp ước Belovezha đã giải thể bất hợp pháp Liên bang Xô viết, vì chỉ được ký kết bởi ba nước cộng hòa. Tuy nhiên, ngày 21 tháng 12 năm 1991, đại diện của 11 trong số 12 nước cộng hòa còn lại - tất cả ngoại trừ Gruzia - đã ký Nghị định thư Alma-Ata, xác nhận việc giải thể Liên minh và chính thức thành lập CIS. Họ cũng "chấp nhận" việc từ chức của Gorbachev. Trong khi Gorbachev không thực hiện bất kỳ kế hoạch chính thức nào để từ chức rời khỏi nhà Trắng, ông đã nói với CBS News rằng ông sẽ từ chức ngay khi CIS được thực thi.
Trong một bài phát biểu trên truyền hình toàn quốc vào sáng ngày 25 tháng 12 năm 1991, Gorbachev đã từ chức chủ tịch Liên Xô - hoặc, khi ông nói, "Tôi từ chối các hoạt động của tôi tại vị trí Chủ tịch Liên minh các nước Cộng hòa Xã hội chủ nghĩa Xô viết." Ông tuyên bố văn phòng đã và tất cả các quyền hạn bị giải thể (như kiểm soát kho vũ khí hạt nhân) được nhượng lại cho Yeltsin. Một tuần trước đó, Gorbachev đã gặp Yeltsin và chấp nhận sự tan rã của Liên Xô. Cùng ngày, Liên Xô Tối cao của Xô Viết Nga đã thông qua một đạo luật để thay đổi tên pháp lý của Nga từ "Liên bang Cộng hòa Xã hội chủ nghĩa Xô viết Nga" thành "Liên bang Nga", cho thấy rằng Liên Bang Nga bây giờ là một quốc gia có chủ quyền.
Vào đêm ngày 25 tháng 12, lúc 7:32 chiều Thời gian Moscow, sau khi Gorbachev rời khỏi điện Kremlin, lá cờ Liên Xô cuối cùng đã được hạ xuống, và lá cờ của Nga được treo lên lúc 11:40, biểu tượng đánh dấu sự kết thúc của Liên Xô. Trong những lời chia tay của mình, ông bảo vệ thành tích mình về các cải cách và ổn định trong nước, nhưng thừa nhận, "Hệ thống cũ sụp đổ trước khi cái mới có thời gian để bắt đầu làm việc" Cùng ngày đó, Tổng thống Hoa Kỳ George H.W. Bush đã tổ chức một bài phát biểu trên truyền hình ngắn gọn chính thức công nhận sự độc lập của 11 nước cộng hòa còn lại.
Vào ngày 26 tháng 12, Hội đồng các nước Cộng hòa, phòng trên của Liên Xô Tối cao của Liên minh, đã bỏ phiếu cho cả chính họ và Liên Xô. (Căn phòng thấp hơn, Hội đồng Liên minh, đã không thể làm việc kể từ ngày 12 tháng 12, khi sự triệu hồi của các đại biểu Nga rời bỏ nó mà không có đại biểu.) Ngày hôm sau Yeltsin chuyển đến văn phòng cũ của Gorbachev, mặc dù chính quyền Nga đã tiếp quản phòng này hai ngày trước đó. Đến cuối năm 1991, một số tổ chức Liên Xô còn lại chưa được Nga tiếp quản, và các nước cộng hòa cá nhân đảm nhận vai trò của chính quyền trung ương.
Nghị định thư Alma-Ata cũng giải quyết các vấn đề khác, bao gồm cả tư cách thành viên LHQ. Đáng chú ý, Nga được ủy quyền để đảm nhận tư cách thành viên Liên Hợp Quốc của Liên Xô, bao gồm cả vị trí thường trực của mình trong Hội đồng Bảo an. Đại sứ Liên Xô tại LHQ đã gửi một lá thư có chữ ký của Tổng thống Nga Yeltsin đến Tổng thư ký LHQ ngày 24 tháng 12 năm 1991, thông báo với ông rằng theo Nghị định thư Alma-Ata, Nga là nước kế nhiệm của Liên Xô. Sau khi được tuyên bố trong các quốc gia thành viên LHQ khác, không có phản đối nào được nêu ra, tuyên bố này được chấp nhận vào ngày cuối cùng của năm, ngày 31 tháng 12 năm 1991.

## Di sản
Theo một cuộc thăm dò năm 2014, 57% công dân Nga nuối tiếc về sự sụp đổ của Liên bang Xô viết, trong khi 30% thì không. Người cao tuổi có khuynh hướng hoài cổ hơn người Nga trẻ tuổi. 50% số người được hỏi ở Ukraine trong một cuộc thăm dò tương tự được tổ chức vào tháng 2 năm 2005 cho biết họ rất tiếc sự tan rã của Liên bang Xô viết. Một cuộc thăm dò ý kiến tương tự được tiến hành trong năm 2016 cho thấy chỉ có 35% người Ukraina hối hận về sự sụp đổ của Liên Xô, và 50% không hối hận về điều này.
Sự sụp đổ của các mối quan hệ kinh tế theo sau sự sụp đổ của Liên Xô đã dẫn đến một cuộc khủng hoảng kinh tế nghiêm trọng và sự sụp đổ thảm khốc trong các tiêu chuẩn sống ở các quốc gia hậu Xô viết và Khối Đông cũ, thậm chí còn tồi tệ hơn cuộc Đại suy thoái. Nghèo đói và bất bình đẳng kinh tế gia tăng đột biến; giữa 1988/1989 và 1993/1995, Hệ số Gini tăng trung bình 9 điểm cho tất cả các nước xã hội chủ nghĩa cũ. Ngay cả trước cuộc khủng hoảng tài chính của Nga năm 1998, GDP của Nga chỉ bằng một nửa so với những gì đã có trong đầu những năm 1990. Trong nhiều thập kỷ sau khi Chiến tranh Lạnh kết thúc, chỉ có năm hoặc sáu tiểu bang hậu cộng sản đang trên con đường tham gia vào tư bản giàu có của phương Tây, trong khi hầu hết đều bị tụt hậu, một số đến mức phải mất hơn 50 năm phát triển để bắt kịp lại vị trí cũ trước khi kết thúc chủ nghĩa cộng sản.

### Thành viên Liên Hợp Quốc

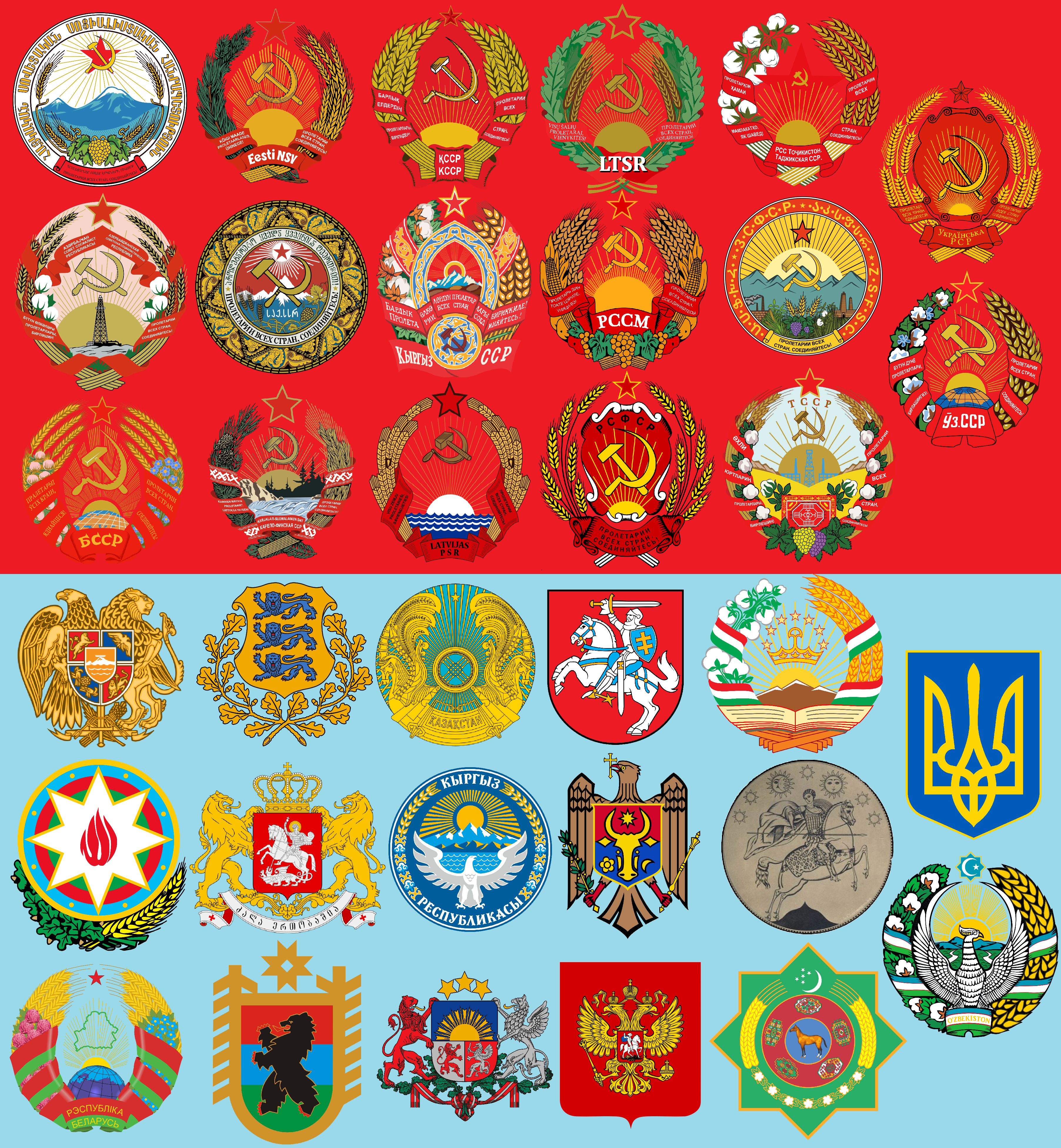
Biểu tượng quốc gia trước và sau khi Liên Xô tan rã.

Trong một lá thư ngày 24 tháng 12 năm 1991, Boris Yeltsin, Tổng thống Liên bang Nga, thông báo cho Tổng thư ký Liên Hợp Quốc rằng thành viên Liên Xô trong Hội đồng Bảo an và tất cả các cơ quan Liên hợp quốc khác đang được Liên bang Nga tiếp tục sự hỗ trợ của 11 quốc gia thành viên của Khối thịnh vượng chung của các quốc gia độc lập.
Tuy nhiên, Cộng hòa xã hội chủ nghĩa Xô viết Byelorussia và Cộng hòa xã hội chủ nghĩa Xô Viết Ukraina đã gia nhập Liên Hợp Quốc với tư cách là thành viên ban đầu vào ngày 24 tháng 10 năm 1945, cùng với Liên Xô. Sau khi tuyên bố độc lập, Cộng hòa xã hội chủ nghĩa Xô Viết Ukraina đã đổi tên thành Cộng hòa Ukraina vào ngày 24 tháng 8 năm 1991, và ngày 19 tháng 9 năm 1991, Cộng hòa xã hội chủ nghĩa Xô viết Byelorussia đã thông báo với Liên Hợp Quốc đổi tên thành Cộng hòa Belarus.
Mười hai quốc gia độc lập khác được thành lập từ các nước Cộng hòa Xô viết cũ đều được gia nhập vào Liên Hợp Quốc:
- 12/ 1991 17/ 12/ 1991:  Estonia,  Latvia, và  Lithuania
- 03/ 1992 02/ 03/ 1992:  Armenia,  Azerbaijan,  Kazakhstan,  Kyrgyzstan,  Moldova,  Tajikistan,  Turkmenistan, và  Uzbekistan
- 07/ 1992 31/ 07/ 1992:  Gruzia

## Nguyên nhân Liên Xô giải thể
Nguyên nhân sự sụp đổ tan rã của Liên Xô được nhiều chuyên gia nghiên cứu phân tích trên nhiều khía cạnh lịch sử đất nước Liên Xô, đưa ra các quan điểm khác nhau.

### Theo các chuyên gia phân tích quốc tế
Lịch sử về sự giải thể của Liên Xô có thể được phân loại thành hai nhóm, đó là nhóm sự giải thể có chủ ý và nhóm giải thể có tính cấu trúc.
Nhóm phân tích giải thể có chủ ý cho rằng sự sụp đổ của Liên Xô là không thể tránh khỏi và xuất phát từ những chính sách và quyết định quan trọng của các cá nhân đứng đầu Liên Xô (thường là Gorbachev và Yeltsin). Một ví dụ điển hình của Nhà sử học Archie Brown, trong cuốn The Gorbachev Factor, cho rằng Gorbachev là lực lượng chính trong chính trị của Liên Xô ít nhất là trong giai đoạn 1985 -1988 và cả sau đó, chủ yếu dẫn đầu các cải cách chính trị và phát triển trái ngược với sự kiện diễn ra. Điều này đặc biệt đúng với các chính sách Liên Xô đã ban hành như: Chính sách perestroika và Chính sách glasnost, các sáng kiến thị trường và lập trường chính sách đối ngoại như nhà khoa học chính trị George Breslauer đã tán thành, gán cho Gorbachev một "người đàn ông của các sự kiện". Ở một khía cạnh khác, David Kotz và Fred Weir đã cho rằng giới tinh hoa Liên Xô chịu trách nhiệm thúc đẩy cả chủ nghĩa dân tộc và chủ nghĩa tư bản mà từ đó họ có thể hưởng lợi (điều này cũng được chứng minh bằng sự hiện diện liên tục của họ trong thời kỳ kinh tế và chính trị cao hơn của hậu thế Cộng hòa Xô viết).
Ngược lại, Nhóm phân tích giải thể có tính cấu trúc lại có một cái nhìn xác định hơn trong đó giải thể Liên Xô là kết quả của các vấn đề cấu trúc có từ nguồn gốc sâu xa, đã gieo một "quả bom hẹn giờ". Ví dụ, Edward Walker đã lập luận rằng trong khi các quốc gia thiểu số bị từ chối quyền lực ở cấp Liên minh, phải đối mặt với một hình thức hiện đại hóa kinh tế bất ổn về văn hóa và phải chịu sự Nga hóa về dân tộc, các quốc gia này được củng cố bởi một số chính sách theo đuổi Chế độ Xô Viết (như bản địa hóa lãnh đạo, hỗ trợ ngôn ngữ địa phương, quyền ly khai chính trị v.v.) theo thời gian đã tạo ra các quốc gia có ý thức.
Vào ngày 25 tháng 1 năm 2016, Tổng thống Nga Vladimir Putin ủng hộ quan điểm này, gọi sự ủng hộ của Lenin về quyền ly khai đối với Cộng hòa Liên Xô là "quả bom nổ chậm". Đồng thời Vladimir Putin đổ lỗi cho Lenin và ủng hộ quyền ly khai chính trị của nước cộng hòa cho sự tan rã của Liên Xô. Putin cũng chỉ trích khái niệm "quốc gia liên bang" của Lenin mà trong đó các thực thể có quyền được ly khai, ông cho là khái niệm này đóng góp một phần lớn vào sự tan rã của Liên Xô năm 1991. Một ngày sau, theo thông tấn xã Nga TASS, ông giải thích rõ hơn ý câu nói của mình: "Ý tôi muốn nói về cuộc tranh luận giữa Stalin và Lênin về việc cần xây dựng Liên bang Xô Viết như thế nào. Hồi đó Stalin đưa ra ý tưởng tự trị hóa Liên bang xô viết, theo đó, các chủ thể của Nhà nước tương lai sẽ gia nhập Liên Xô trên cơ sở tự trị với những quyền hạn rộng lớn. Lenin đã kịch liệt chỉ trích lập trường của Stalin và cho rằng ý tưởng đó không hợp thời". Putin nói Lênin chủ trương "thành lập Liên Xô trên cơ sở bình đẳng hoàn toàn, các chủ thể (những nước cộng hòa tự trị) có quyền tách ra khỏi Liên bang", điều này tuy tôn trọng nguyên tắc bình đẳng dân tộc nhưng lại trở thành mầm mống pháp lý gây tan rã Liên Xô sau này.

### Theo các chuyên gia Việt Nam phân tích

#### Nguyên nhân chính trị
Đảng Cộng sản Liên Xô trở thành quyền lực tối cao, hòa trộn chức năng giữa Đảng và chính quyền, dẫn tới Đảng có sự bao biện, làm thay các cơ quan nhà nước, các tổ chức quần chúng, làm cho bộ máy của Đảng cồng kềnh, hoạt động kém hiệu quả, không tập trung được vào công việc chủ yếu của mình. Hệ thống điều hành tổng lực của đất nước xuất hiện sự già cỗi, chậm đổi mới; Không có thiết chế kiểm soát quyền lực của Đảng Cộng sản và các cá nhân lãnh đạo Đảng. Mặc dù hệ thống giáo dục tốt, nền tảng dân trí cao nhưng thiếu phản biện xã hội thực sự khiến ban lãnh đạo Liên Xô không nhận thức được những khiếm khuyết của mình. Nhóm cải cách do Mikhail Sergeyevich Gorbachyov đứng đầu vừa không thoát khỏi cách làm cũ, vừa mắc những sai lầm mới: biến phản biện xã hội thành một quá trình không kiểm soát được, biến hoạt động khoa học và lý luận của các cơ quan soạn thảo văn kiện nhiều khi thành một hoạt động dạng câu lạc bộ vô chính phủ.
Chính quyền Liên Xô trong giai đoạn cuối đã không nghiêm minh trong việc thực hiện pháp luật, kỷ luật đối với Đảng viên bị buông lỏng, cũng như những hạn chế trong việc thực hiện công bằng xã hội khi nhiều cán bộ thoái hóa đã tự cho mình được hưởng đặc quyền đặc lợi mà không bị pháp luật trừng trị V. I. Lê-nin đã nhấn mạnh: chuyên chính vô sản phải bảo đảm thực hiện nền dân chủ XHCN, trong đó nhân dân là chủ nhân xã hội, là người trực tiếp tham gia mọi công việc của nhà nước, nhân dân đóng vai trò ngày càng quan trọng trong công việc quản lý xã hội. Nhưng từ thời Stalin, Đảng Cộng sản Liên Xô ngày càng có xu hướng độc đoán, quan liêu, xa rời nhân dân mà không đề ra cơ chế nào đế sửa chữa. Môi trường thiếu dân chủ, cơ chế tổ chức yếu kém, kỷ luật đảng lỏng lẻo. Trách nhiệm của từng tổ chức, cá nhân trong hệ thống tổ chức của Đảng không rõ ràng. Công tác kiểm tra, giám sát không chặt chẽ. Tình trạng đặc quyền, đặc lợi và quan liêu, nhũng nhiễu, "mua quan, bán chức" trong Đảng ngày càng nặng nề... Những người bất đồng ý kiến bị loại bỏ, đưa ra khỏi các vị trí lãnh đạo. Nguyên tắc tập trung dân chủ không được áp dụng triệt để, thậm chí còn bị giải thích sai lạc để bảo vệ những lợi ích của cá nhân hay nhóm quan chức quan liêu. Đó là cơ sở dẫn tới tệ sùng bái cá nhân, độc đoán, chuyên quyền... Một loạt lãnh đạo cao cấp của Đảng, Nhà nước ở Liên Xô và các nước XHCN ở Đông Âu đã duy trì quyền lực suốt đời mà không bị giới hạn nhiệm kỳ. Nền dân chủ XHCN ở Liên Xô và các nước Đông Âu trên thực tế bị hạn chế rất nhiều so với các tuyên ngôn chính thức. Hầu hết các ý kiến, quan điểm khác với chủ trương, đường lối của Đảng, Nhà nước đều không được khuyến khích, thậm chí còn bị quy vào những tội danh nặng nề. Tình trạng thiếu dân chủ thậm chí còn ảnh hưởng tiêu cực đến cả văn học - nghệ thuật, khoa học, nhất là khoa học xã hội, hạn chế sự sáng tạo trong xã hội và vai trò của nhân dân trong giám sát quyền lực, phản biện các chính sách xã hội. Tình trạng ấy dẫn đến những bức xúc về tư tưởng, tinh thần trong xã hội không được giải tỏa, không có lối thoát, bị ức chế, kìm nén, gây nên không khí nặng nề, tạo nên những rạn nứt ngầm trong quan hệ giữa nhân dân với Đảng và Nhà nước. Đó cũng chính là mảnh đất tốt cho chủ nghĩa quan liêu, là môi trường thuận lợi cho sự chuyên chế, độc đoán, là căn bệnh làm cho Đảng, Nhà nước xa rời nhân dân, nhân dân mất dần niềm tin vào Đảng và Nhà nước.
Sai lầm trong nhận thức lý luận còn thể hiện ở phương pháp không đúng khi tiếp cận với chủ nghĩa Marx-Lenin, sự bảo thủ, hẹp hòi trong thái độ ứng xử với những giá trị của văn minh nhân loại, nhất là những gì liên quan đến chủ nghĩa tư bản. Đặc biệt, sự độc đoán, chuyên quyền, mất dân chủ và chủ nghĩa cá nhân là nguyên nhân cản trở, không cho phép phát triển hệ thống lý luận khoa học, khách quan, đúng đắn trong điều kiện chủ nghĩa xã hội hiện thực mô hình Xô-viết 
.

#### Nguyên nhân kinh tế
Nguyên nhân này xuất phát từ bên trong và có tính sâu xa. Hệ thống kinh tế quan liêu bao cấp đã không kế thừa được những tinh hoa của nền kinh tế tư sản. Mô hình kinh tế xã hội chủ nghĩa mà Liên Xô đã áp dụng không thúc đẩy được động cơ làm việc, tăng năng suất của người lao động. Việc kế hoạch hóa nền kinh tế một cách cưỡng ép, chủ quan đã đi ngược lại quy luật khách quan của lịch sử. Việc tiến hành kế hoạch hóa, tập thể hóa nền kinh tế được áp dụng tràn lan, sai nguyên tắc trong khi năng lực sản xuất của nền kinh tế và người lao động còn thấp. việc chèn ép các sở hữu tư nhân và coi nhẹ sở hữu cổ phần cũng như các hình thức kinh doanh đa sở hữu khác gây ra sự gia tăng tình trạng độc quyền phi kinh tế và tình trạng quan liêu, tham nhũng, lãng phí do ai cũng có quyền ra lệnh, can thiệp vào hoạt động của doanh nghiệp nhưng không ai chịu trách nhiệm trực tiếp về kết quả kinh doanh của từng doanh nghiệp nói riêng và nền kinh tế quốc gia nói chung
Đảng Cộng sản Liên xô và Nhà nước Xô-viết đã áp dụng những biện pháp hành chính, áp đặt để giải quyết các nhiệm vụ phát triển kinh tế. Toàn bộ tư liệu sản xuất được công hữu hóa hay tập thể hóa. Sở hữu tư nhân bị thủ tiêu bằng vũ lực và tước đoạt. Tất cả các thành phần kinh tế ngoài quốc doanh và tập thể đều bị xóa bỏ. Thị trường không phát triển do sản xuất hàng hóa bị coi là xa lạ với chủ nghĩa xã hội,... Trong nông nghiệp, chính sách hợp tác hóa đã làm suy yếu lực lượng sản xuất ở nông thôn, tước bỏ động lực cần thiết, làm cho nền nông nghiệp phát triển chậm, năng suất lao động thấp. Nền công nghiệp Liên Xô có khả dĩ hơn, nhưng chỉ phát triển tốt ở một số ngành công nghiệp nặng, khai khoáng, công nghiệp quốc phòng. Công nghiệp sản xuất hàng tiêu dùng có ý nghĩa đặc biệt quan trọng với xã hội lại là khu vực yếu kém nhất. Người dân có rất ít cơ hội để lựa chọn những hàng hóa, nhu yếu phẩm cho cá nhân và gia đình. Nhiều thời kỳ, hàng hóa khan hiếm gây bức xúc trong xã hội.
Vào cuối những năm 1960, Liên Xô và các nước trong hệ thống XHCN ở Đông Âu đã thu được những thành tựu quan trọng về kinh tế - xã hội, chuyển sang giai đoạn xây dựng chủ nghĩa xã hội phát triển, nhưng cơ chế quản lý vận hành nền kinh tế đã không có bất cứ sự thay đổi nào. Hơn thế nữa, cơ chế đó còn tỏ ra ngày càng kém hiệu quả hơn do hệ thống công quyền ngày càng quan liêu hóa. Những thành tựu của cuộc cách mạng khoa học, công nghệ của nhân loại không được áp dụng kịp thời vào sản xuất. Năng suất lao động xã hội ngày càng giảm. Tăng trưởng kinh tế nhằm mục tiêu giành thắng lợi trong cuộc chạy đua "ai thắng ai" với các nước tư bản không đạt được như mong muốn. Không những thế, nền kinh tế còn sa vào tình trạng trì trệ. Chất lượng các loại hàng hóa tiêu dùng thấp, không được đổi mới về hình thức, mẫu mã, hàng hóa ngày càng khan hiếm, không đáp ứng được yêu cầu tiêu dùng của nhân dân. Sự thất bại trong phát triển kinh tế đã góp phần đẩy xã hội Xô-viết đến bờ vực khủng hoảng .
Trong cuốn sách The Politics of Bad Faith, tác giả David Horowitz đã đưa ra những thống kê cho thấy rằng tiêu chuẩn sống của người dân Liên Xô trong những năm 1980 ngày càng sụt giảm. Tình trạng thiếu hụt các mặt hàng tiêu dùng ngày càng tăng, nhiều nơi ở Liên Xô người dân đã phải đối mặt với tình trạng không có giấy vệ sinh để sử dụng (mặc dù Liên Xô có diện tích rừng lớn nhất trên thế giới). Cũng theo Horowitz, 1/3 số hộ gia đình ở Liên Xô không có hệ thống cấp nước, 2/3 số hộ gia đình không có hệ thống nước nóng. Người da đen sống dưới chế độ phân biệt chủng tộc apartheid ở Nam Phi sở hữu số lượng xe hơi bình quân đầu người lớn hơn so với công dân sống ở Liên Xô. Hệ thống y tế từng là niềm tự hào của Liên Xô cũng đối mặt với nhiều khó khăn: 1/3 các bệnh viện ở Liên Xô thời kỳ này không có hệ thống cấp nước tự động, trang thiết bị y tế tại nhiều bệnh viện trở nên lỗi thời, tình trạng khan hiếm thuốc men tiếp tục diễn ra. Việc hối lộ các bác sĩ, y tá để có được sự chăm sóc y tế tốt và cả những tiện nghi cơ bản nhất như chăn ở các bệnh viện của Liên Xô đã trở nên phổ biến. Một hệ quả là tuổi thọ trung bình của người dân Liên Xô bị tụt lại khá xa so với các nước có nền kinh tế tư bản phát triển (kém hơn 9 tuổi so với người dân Hoa Kỳ và 12 tuổi so với người dân Nhật Bản) . Các loại thực phẩm phổ biến như sữa, thịt, pho mát, đường, rau quả, bánh mì, khoai tây, và thậm chí là cả vodka trở nên ngày một khan hiếm, còn xà phòng, bột giặt, và kem đánh răng thì gần như hoàn toàn biến mất khỏi các cửa hàng mậu dịch trên cả nước . Tình trạng thiếu hụt nhà ở tại Liên Xô cũng bắt đầu diễn ra, hàng ngàn người vô gia cư ở thủ đô Moscow đã phải sống trong những căn lều dựng tạm hoặc những trạm xe điện .
Đến tháng 8 năm 1991, khủng hoảng chính trị xảy ra khiến hoạt động kinh tế đình trệ. Đến tháng 10, Liên Xô xảy ra tình trạng khan hiếm lương thực thực phẩm trên diện rộng do nhiều nông dân từ chối thanh toán bằng tiền rúp Liên Xô (do Nhà nước Liên Xô đang tan rã nên nông dân không muốn dùng tiền do Nhà nước phát hành), tỉ lệ lạm phát đã lên tới hơn 300%, các nhà máy đã không còn đủ khả năng để trả lương cho công nhân, nguồn nhiên liệu dự trữ ở một số nơi thì chỉ đáp ứng 50-80% nhu cầu cho mùa đông đang đến. Ước tính kinh tế Liên Xô đã sụt giảm 20% do cuộc khủng hoảng chính trị năm 1991. Tổng thống Gorbachev kêu gọi sự hỗ trợ từ các nước phương Tây nhưng bị từ chối . Các tổ chức kinh tế- tài chính toàn cầu như IMF và WB cũng tuyên bố rằng nền kinh tế của Liên Xô hiện đã tê liệt và mọi sự giúp đỡ của họ vào thời điểm này là vô ích. Chính phủ Liên Xô đã buộc phải nhận viện trợ lương thực và thuốc men từ Ấn Độ - một nước còn kém phát triển.

#### Sự chống phá của các thế lực thù địch nước ngoài
Lực lượng theo khuynh hướng tư bản chủ nghĩa khoác những chiếc áo dân tộc... Trên bề mặt thì tất cả đều yên tĩnh, vang lên những lời nói vui vẻ về tình hữu nghị giữa các dân tộc, nhưng ở bên trong thì âm ỉ những lò lửa của sự hằn thù đã tiến hành những hoạt động "diễn biến hòa bình", gây mâu thuẫn giữa các sắc tộc của Liên Xô. Các biện pháp bao gồm: bôi nhọ chủ nghĩa Marx-Lenin, gây mất lòng tin của người dân vào chính quyền bằng các biện pháp chụp mũ, tạo tin đồn giả.
Trong việc làm tan rã Liên Xô có vai trò nổi bật của Tổng thống Cộng hòa Xô viết Nga Boris Yeltsin. Thực ra chính tình báo Mỹ đã thông đồng với Boris Yeltsin và báo trước cho ông ta biết về những kế hoạch quan trọng của phe đối lập, giúp ông ta giành thắng lợi trong cuộc đối đầu với Uỷ ban nhà nước về tình trạng khẩn cấp do CIA đã đặt máy nghe trộm ngay dưới chân điện Kremli. Đích thân tổng thống Mỹ George Bush (cha) và thủ tướng Anh là John Major đã gọi điện báo trước về âm mưu đảo chính và thúc giục Yeltsin phải có hành động nhằm tranh thủ sự đồng tình và nắm chắc quân đội. A. Shcherbatov - Chủ tịch Liên minh các quý tộc Nga ở Mỹ, đã tiếp xúc với Đại sứ Mỹ Robert Strauss tại Liên Xô khi đó, và đã bay từ Mỹ về Moskva vào đúng ngày xảy ra cuộc đảo chính. Ông kể: "Tôi đã cố tìm hiểu các chi tiết về cuộc đảo chính. Sau đó vài ngày, tôi biết được nhiều điều: CIA đã chuyển tiền qua Đại sứ Strauss cho các tướng lĩnh quân đội mà ông ta đã mua chuộc được: Các sư đoàn lính dù Taman và Dzerzhisk đã đứng về phía Yeltsin." Cho đến tận sau này, nhiều người Nga vẫn đánh giá Boris Yeltsin rất tiêu cực vì sự thông đồng của ông ta với tình báo nước ngoài

#### Sự suy thoái của truyền thông, báo chí Liên Xô
Tại các cơ quan truyền thông, báo chí, tuyên truyền lớn của Liên Xô, từ 1986 đến 1988, một loạt cán bộ chủ chốt được thay thế bởi những người có tư tưởng ủng hộ phương Tây, mặt trận báo chí của Đảng Cộng sản Liên Xô dần bị "đánh chiếm". Từ đó, báo chí Liên Xô liên tục gây khuynh đảo dư luận khi ngấm ngầm (rồi sau đó công khai) viết bài chỉ trích lịch sử cách mạng, trong khi lại tán dương chủ nghĩa tư bản phương Tây. Ảnh hưởng từ báo chí, tư tưởng Đảng viên và nhân dân Liên Xô trở nên dao động dữ dội, ngày càng có nhiều người bi quan về đất nước trong khi lại ảo tưởng về phương Tây Năm 1994, nhà văn Yuri Boldarev khi nhìn lại tình cảnh của thời kỳ này đã nói: "Trong sáu năm, báo chí Liên Xô đã thực hiện được mục tiêu mà quân đội Đức Quốc xã với hàng triệu quân tinh nhuệ nhất cũng không thể thực hiện được khi xâm lược nước ta, đó là đánh đổ Nhà nước Liên Xô. Quân đội Đức có thiết bị kỹ thuật hàng đầu nhưng thiếu một thứ, đó là hàng triệu ấn phẩm mang vi khuẩn hủy diệt tư tưởng của nhân dân Liên Xô".

#### Mikhail Sergeyevich Gorbachyovvà những thành phần cơ hội
Theo đảng Cộng sản Việt Nam, trong lĩnh vực chính trị, Gorbachyov đã thay dần những người trung thành với học thuyết của chủ nghĩa Marx-Lenin và sự nghiệp xây dựng chủ nghĩa cộng sản ở Liên Xô bằng những phần tử cơ hội, tham nhũng cùng chí hướng với mình vào bộ máy của Đảng và Nhà nước, tước bỏ nguyên tắc tập trung dân chủ trong lãnh đạo của Đảng. Trong kinh tế, quá trình cổ phần hóa, tư hữu hóa bị cố tình thực hiện sai nguyên tắc, tạo ra những kẻ tham ô, tham nhũng, định giá tài sản nhà nước một cách rẻ mạt. Chính Mikhail Sergeyevich Gorbachyov đã phản bội lại lý tưởng mà ông ta đã theo đuổi. Đường lối cải tổ của Mikhail Sergeyevich Gorbachyov đã xuất hiện rất nhiều sai lầm. Trong quan hệ với đồng sự, Gorbachyov là con người né tránh vấn đề, giỏi che đậy, khôn ngoan và có kỹ năng và chiến thuật làm mọi người nhanh quên đi những quan điểm của mình.
Gorbachyov đã để cho vợ mình, một người không có chức vụ, tham gia một cách bình đẳng vào việc thông qua các quyết định ở cấp cao nhất. Theo những đề nghị của bà, người ta đã hạ bệ nhiều quan chức cao cấp, nhiều chuyên gia giỏi để dành những vị trí đó cho những kẻ không hề hình dung nổi nhiệm vụ được giao phó, những người không hợp với bà ta không hề có cơ hội được đảm nhận chức vụ. Chính sự tham gia này đã góp phần khiến Liên Xô sụp đổ.
Để góp phần đưa Gorbachyov lên chức Tổng bí thư, các lực lượng phương Tây đã đẩy mạnh tô vẽ Gorbachyov trong khi tăng cường bôi xấu G.V.Romanov, người có quan điểm cương quyết chống phương Tây và Hoa Kỳ. Phía Hoa Kỳ đã cố tình làm nhỡ chuyến bay từ Hoa Kỳ về Liên Xô của Ủy viên Bộ Chính trị Xerbitxk – người biểu quyết loại bỏ Gorbachyov. Chính Gorbachyov đã làm suy yếu KGB - một cơ quan quan trọng, đóng vai trò bảo vệ Đảng Cộng sản Liên Xô.
Sau này, vào tháng 5/1993, Gorbachev thăm Pháp đã trả lời phỏng vấn báo "Le Figaro" về khả năng "hỗ trợ bên ngoài" trong việc xóa bỏ Liên Xô, Gorbachev lần đầu tiên công nhận rằng trong cuộc gặp với Tổng thống Mỹ Ronald Reagan tại Reykjavik, ông đã "trao Liên Xô vào tay Mỹ" (trong hồi ký của mình, Reagan nói rằng ông ta đã bị sốc vì vui mừng khi biết một bộ phận trong giới chính trị cấp cao Liên Xô chấp thuận việc phá tan đất nước mình). Năm 1999, tại trường đại học Mỹ ở Thổ Nhĩ Kỳ, Gorbachev đã tự thú nhận: "Mục tiêu của toàn bộ đời tôi là tiêu diệt chủ nghĩa cộng sản. Chính vì để đạt được mục tiêu này tôi đã sử dụng địa vị của mình trong Đảng và trong Nhà nước. Khi trực tiếp làm quen với phương Tây, tôi đã hiểu rằng tôi không thể từ bỏ mục tiêu chống cộng sản đã đặt ra. Và để đạt được nó, tôi đã phải thay đổi toàn bộ Ban lãnh đạo Đảng cộng sản Liên Xô và Xô viết Tối cao cũng như Ban lãnh đạo ở tất cả các nước Cộng hoà. Tôi đã tìm kiếm những người ủng hộ để hiện thực hoá mục tiêu đó, trong số này đặc biệt có A.Yakovlev, Shevardnadze..."
Ngày 17/3/1991, tại Liên Xô đã có một cuộc trưng cầu dân ý toàn Liên bang về việc có duy trì Liên bang Xô Viết nữa hay không. Trong số 148.574.606 cử tri tham gia bỏ phiếu, đã có 113.512.812 phiếu (76%) ủng hộ duy trì Liên Bang Xô Viết. Như vậy, phần lớn người dân Liên Xô vẫn muốn đất nước tồn tại. Sự tan rã của Liên Xô không bắt nguồn từ ý nguyện của đa số nhân dân, mà thực chất nó là quyết định của giới lãnh đạo cấp cao Liên Xô: thay vì cải cách mô hình kinh tế thì những nhà lãnh đạo này đã quay sang đập phá hệ thống chính trị, làm suy yếu bộ máy Nhà nước, rồi chính họ tự ý ra quyết định giải tán Nhà nước Liên Xô (dù điều này trái với kết quả trưng cầu dân ý trước đó chỉ vài tháng)
Trong Chính biến tháng 8 năm 1991, nguyên soái Dmitry Yazov là thành viên của Ủy ban Nhà nước về Tình trạng Khẩn cấp nhằm cứu vãn Liên Xô nhưng thất bại. Sau này, ông kể lại rằng thực ra "Ủy ban Nhà nước về Tình trạng Khẩn cấp" không hề có ý định đảo chính, mà mục tiêu của họ là ngăn chặn sự phá hoại Nhà nước Liên Xô của Gorbachev và Yeltsin:
Gorbachev không phải là người đủ chín chắn để lãnh đạo một quốc gia như vậy. Đất nước của chúng ta rất phức tạp, có rất nhiều dân tộc, từng có một đội quân lớn mạnh như vậy, một lãnh thổ rộng lớn như vậy. Lẽ ra, không nên trao cho người này quyền lãnh đạo một nhà nước như vậy. Thật là tồi tệ khi người ta đã phá bỏ đất nước này. Nhưng không phải chỉ một mình ông ta làm việc này. Còn có những người thân cận đã tiếp tay cho ông ta.
Tôi coi Yeltsin là một kẻ hám danh, khéo lợi dụng cảm xúc của mọi người... Giá như ông ta nghĩ đến việc gìn giữ Liên bang Xô Viết, thì ông ta đã cư xử khác đi. Nhưng ông ta chỉ nghĩ đến bản thân. Và chọn cho mình một ê kíp phù hợp. Ê kíp đó đã xẻ nát một đất nước vĩ đại ra thành những miếng mồi béo bở.